# ニューヨーク都市圏
ニューヨーク都市圏（ニューヨークとしけん、英語：New York metropolitan area）は、ニューヨーク三州地区（New York tri-state area）あるいは大ニューヨーク（Greater New York）とも呼ばれ、アメリカ合衆国最大の都市・ニューヨーク市を含む都市圏である。
この都市圏には、ニューヨーク州のロングアイランドやロウアー・ハドソン・バレー、ニュージャージー州の5大都市（ニューアーク、ジャージーシティ、エリザベス、パターソン）とその近辺の都市、コネチカット州の7大都市のうち6つ（ブリッジポート、ニューヘイブン、スタンフォード、ウォーターバリー、ノーウォーク、ダンベリー）とその近辺の都市、ペンシルベニア州パイク郡なども含まれて、各種統計に使われている。
2010年の国勢調査によれば、主な都市圏人口（1890万人）主な広域都市圏人口（2210万人）共にアメリカ最大であり、世界でも上位である。主な都市圏人口では6,720平方マイル (17,405km2)、主な広域都市圏人口では11,842平方マイル (30,671km2) をカバーしており、地理的、民族的にみても多様な地域である。金融、国際貿易、報道、娯楽、観光、バイオテクノロジー、工業など、多くの産業が発達しており、世界で最も重要な経済地域の1つでもある。

## 領域

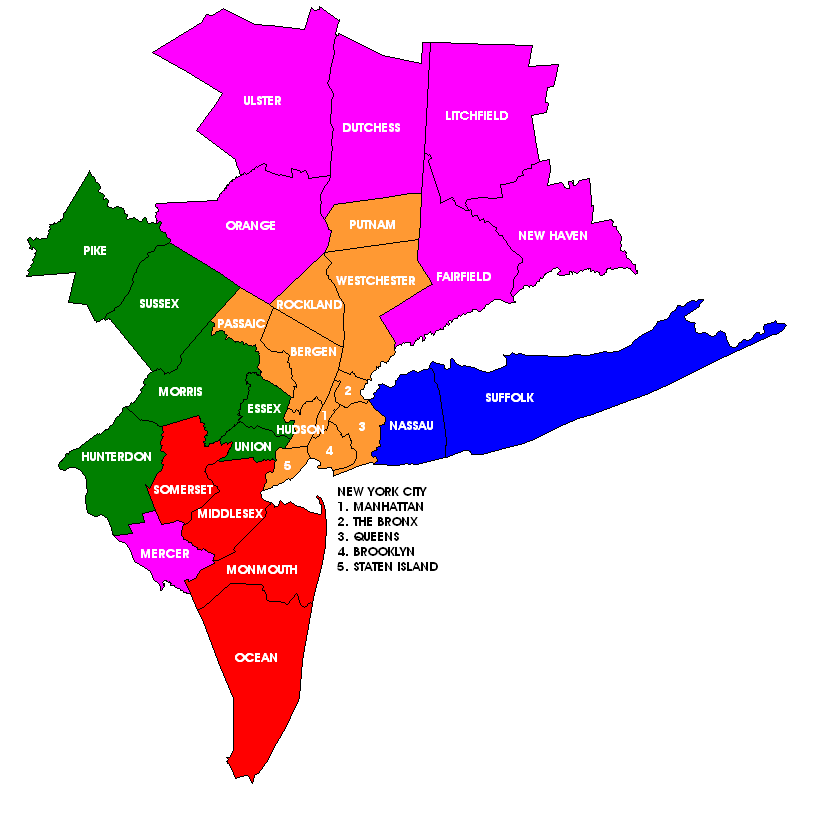
ニューヨーク＝ニュージャージ北部＝ロングアイランド、ニューヨーク＝ニュージャージー＝ペンシルヴァニア都市圏
橙：ニューヨーク＝ホワイトプレインズ＝ウェイン、ニューヨーク＝ニュージャージー都市圏
青：ナッソー・サフォーク都市圏
緑：ニューアーク＝ユニオン都市圏
赤：エジソン＝ニューブランズウィック都市圏
紫：ニューヨーク＝ニューアーク＝ブリッジポート広域都市圏

アメリカの行政管理予算局は、ニューヨーク都市圏を、都市圏と広域都市圏の2つの領域の分け方で統計している。

### 都市圏の領域
都市圏の領域は、ニューヨーク＝ニュージャージー北部＝ロングアイランド、ニューヨーク＝ニュージャージー＝ペンシルベニア都市圏と呼ばれ、2010年の国勢調査では、アメリカ人16人に1人に当たる1889万7109人の人口を含んでいる。都市圏はさらに4つに細分される：ニューヨーク州の10の郡（ニューヨーク市の5つの行政区、ロングアイランドの2郡、ロウアー・ハドソン・ヴァレーの3郡）を含む23郡都市圏、ニュージャージー州北部・中央部の12郡、北東ペンシルヴェニアの1郡。都市圏は、アメリカで最大の都市的地域であり、ニューヨーク＝ニューアーク、ニューヨーク＝ニュージャージー＝コネチカットなどの都市圏が中心にある（2008年時点で、6,720平方マイルの面積に1831万9939人の人口を持つと推計されている）。
ニューヨーク都市圏を構成する郡及び郡のグループは、2009年の米国国勢調査局で、以下のように分けられる。
※ ( ) 内…人口、NY…ニューヨーク州、NJ…ニュージャージー州、PA…ペンシルヴェニア州
ニューヨーク＝ニュージャージー北部＝ロングアイランド、ニューヨーク＝ニュージャージー＝ペンシルヴェニア都市圏 (19,069,796)
- ニューヨーク＝ホワイト・プレインズ＝ウェイン地域 (11,732,233)
  - キングス郡（ブルックリン） - NY
  - クイーンズ郡 - NY
  - ニューヨーク郡（マンハッタン） - NY
  - ブロンクス郡 - NY
  - リッチモンド郡（スタテンアイランド） - NY
  - ウエストチェスター郡 - NY
  - バーゲン郡 - NJ
  - ハドソン郡 - NJ
  - パセーイク郡 - NJ
  - ロックランド郡 - NY
  - パットナム郡 - NY
- ナッソー＝サフォーク、ニューヨーク地域 (2,875,904)
  - サフォーク郡 - NY
  - ナッソー郡 - NY
- エジソン＝ニューブランズウィック、ニュージャージー地域 (2,335,390)
  - ミドルセックス郡 - NJ
  - モンマス郡 - NJ
  - オーシャン郡 - NJ
  - サマセット郡 - NJ
- ニューアーク＝ユニオン、ニュージャージー＝ペンシルヴェニア地域 (2,126,269)
  - エセックス郡 - NJ
  - ユニオン郡 - NJ
  - モリス郡 - NJ
  - サセックス郡 - NJ
  - ハンタードン郡 - NJ
  - パイク郡 - PA

### 広域都市圏の領域

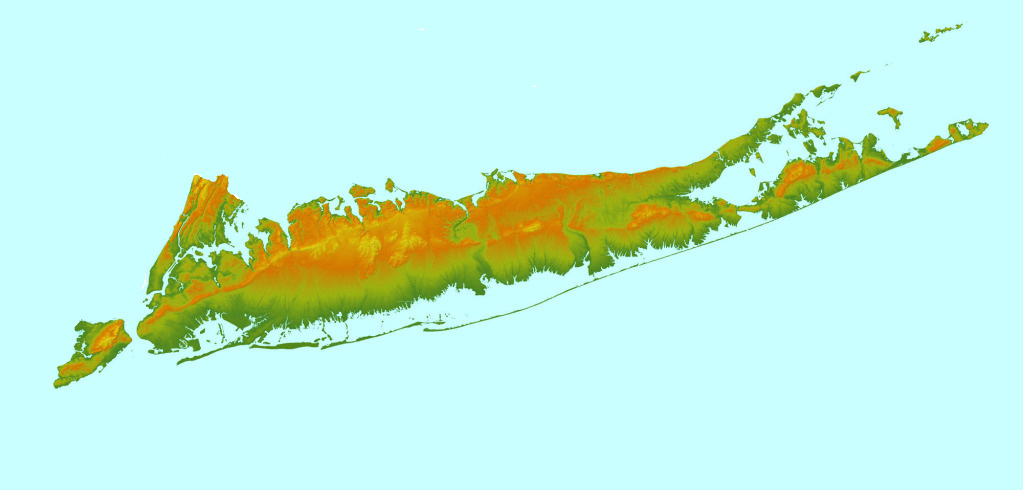
大西洋とロングアイランド海峡に挟まれたロングアイランド及びニューヨーク市の一部には、およそ1,100万人が居住している。

広域都市圏は、5つの隣接した大都市圏と、独自の都市圏から構成される。ニューヨーク＝ニュージャージー＝ブリッジポート、ニューヨーク＝ニュージャージー＝コネチカット＝ペンシルヴェニア広域都市圏として知られ、2009年時点で推計人口2208万5649人を抱えている。アメリカ人の15人に1人はこのエリア（ニューヨーク、ニュージャージー、コネチカットの7つの郡を追加したエリア）に住んでおり、しばしばペンシルヴァニア州を除いてトリ・ステート（3州）・エリア、トリ・ステート・リージョンなどと呼ばれる。しかしながら、ニューヨーク市テレビのデザイネイテッド・マーケット・エリア (DMA) では、広域都市圏に含まれるペンシルヴァニア州のパイク郡も含んでいる。
ニューヨーク＝ニュージャージー北部＝ロングアイランド、ニューヨーク＝ニュージャージー＝ペンシルヴァニア都市圏に加え、次の都市圏もニューヨーク＝ニュージャージー＝ブリッジポート、ニューヨーク＝ニュージャージー＝コネチカット＝ペンシルヴァニア広域都市圏に加えられている。全人口2223万2494人。
※ ( ) 内…人口、NY…ニューヨーク州、NJ…ニュージャージー州、CT…コネチカット州
- ブリッジポート＝スタンフォード＝ノーフォーク都市圏 (916,829)
  - フェアフィールド郡 - CT
- ニューヘイブン＝ミルフォード都市圏 (862,477)
  - ニューヘイブン郡 - CT
- ポキプシー＝ニューバーグ＝ミドルタウン都市圏 (677,094)
  - オレンジ郡 - NY
  - ダッチェス郡 - NY
- トレントン＝エウィング都市圏 (366,222)
  - マーサー郡 - NJ
- トリントン都市圏 (189,927)
  - リッチフィールド郡 - CT
- キングストン都市圏 (182,693)
  - アルスター郡 - NY

## 地理

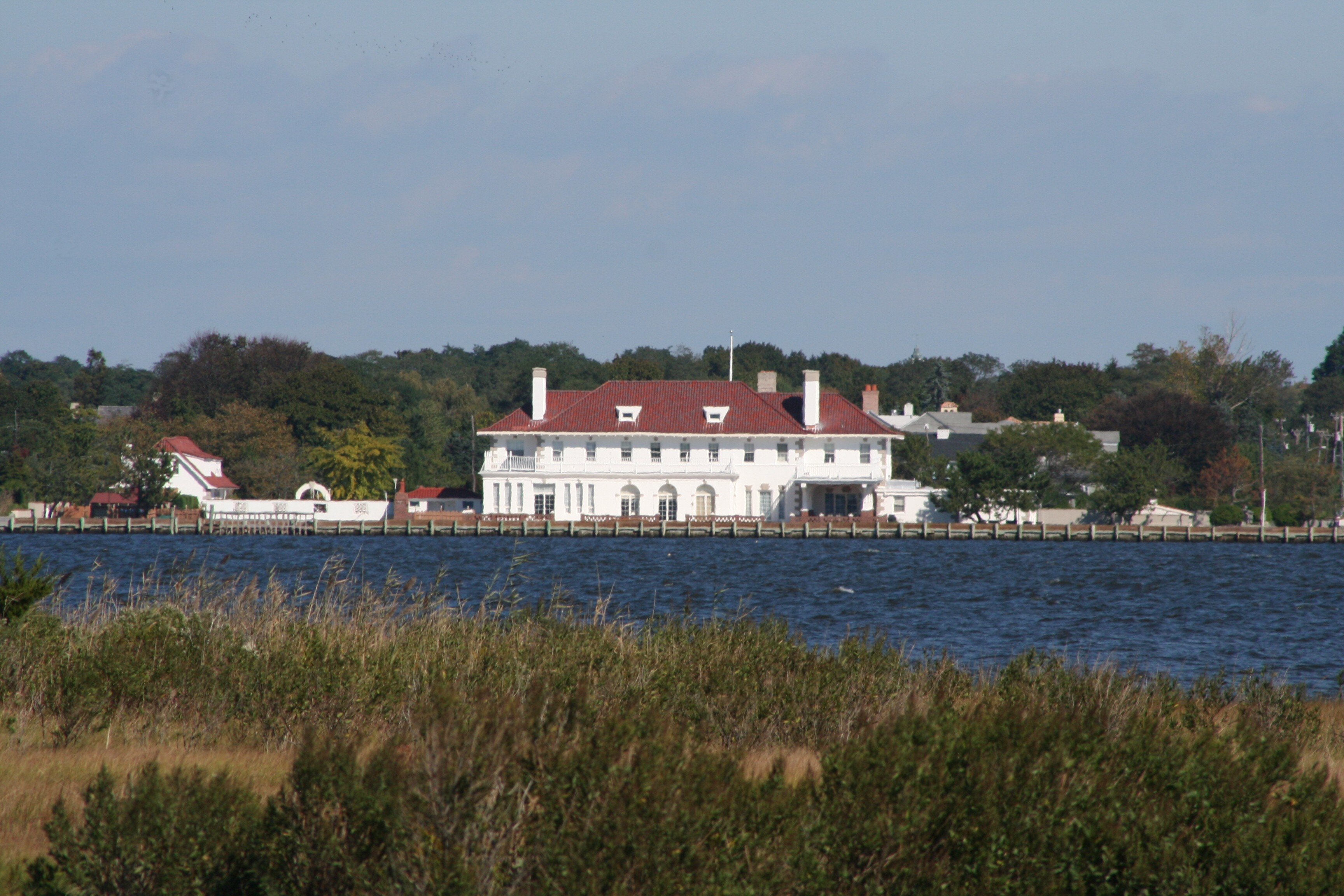
ロングアイランドの東部に位置するサフォーク郡、ウェストハンプトン。

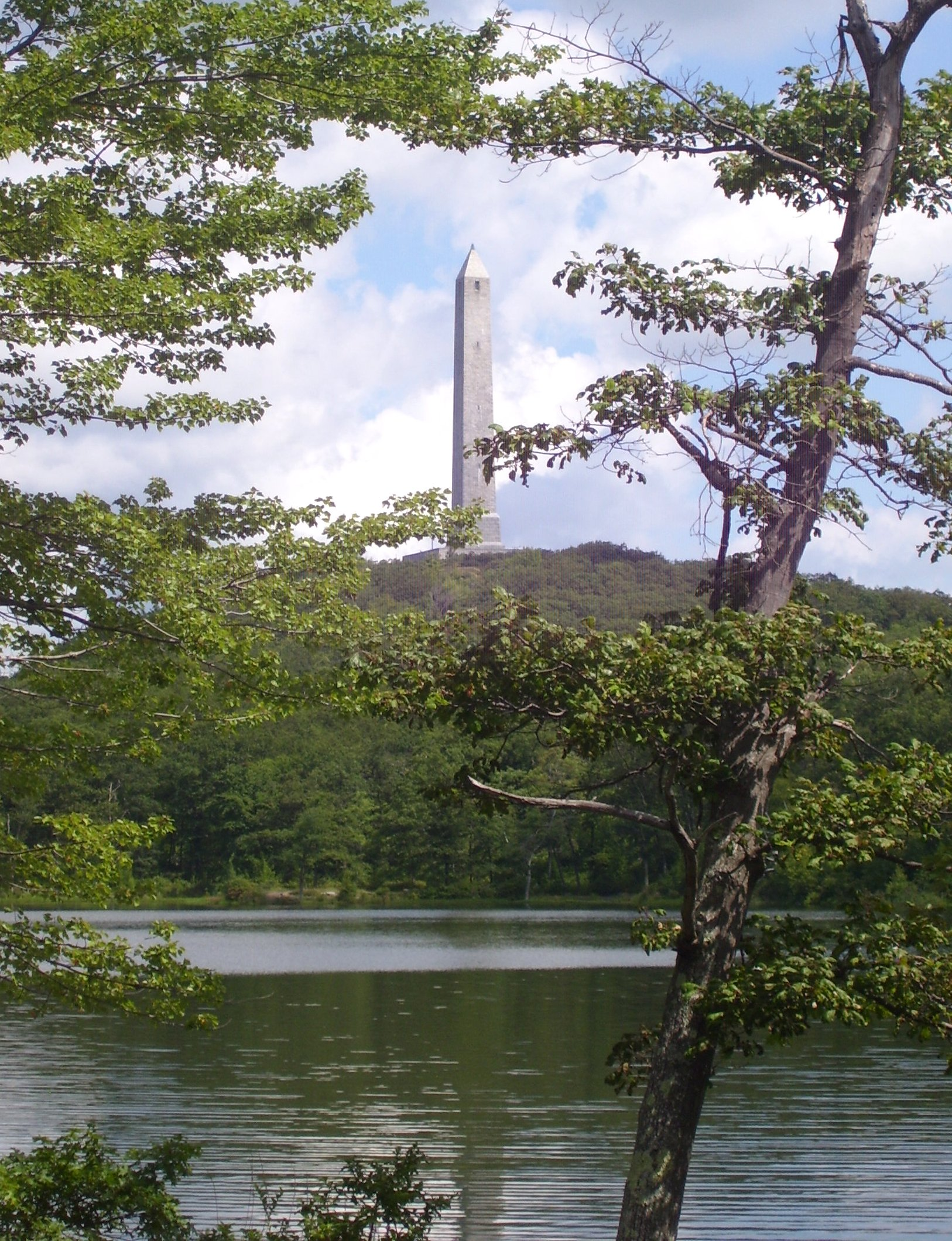
マーシャ湖から見たニュージャージー州の最高地点のモニュメント。標高1803フィート（約550メートル）。

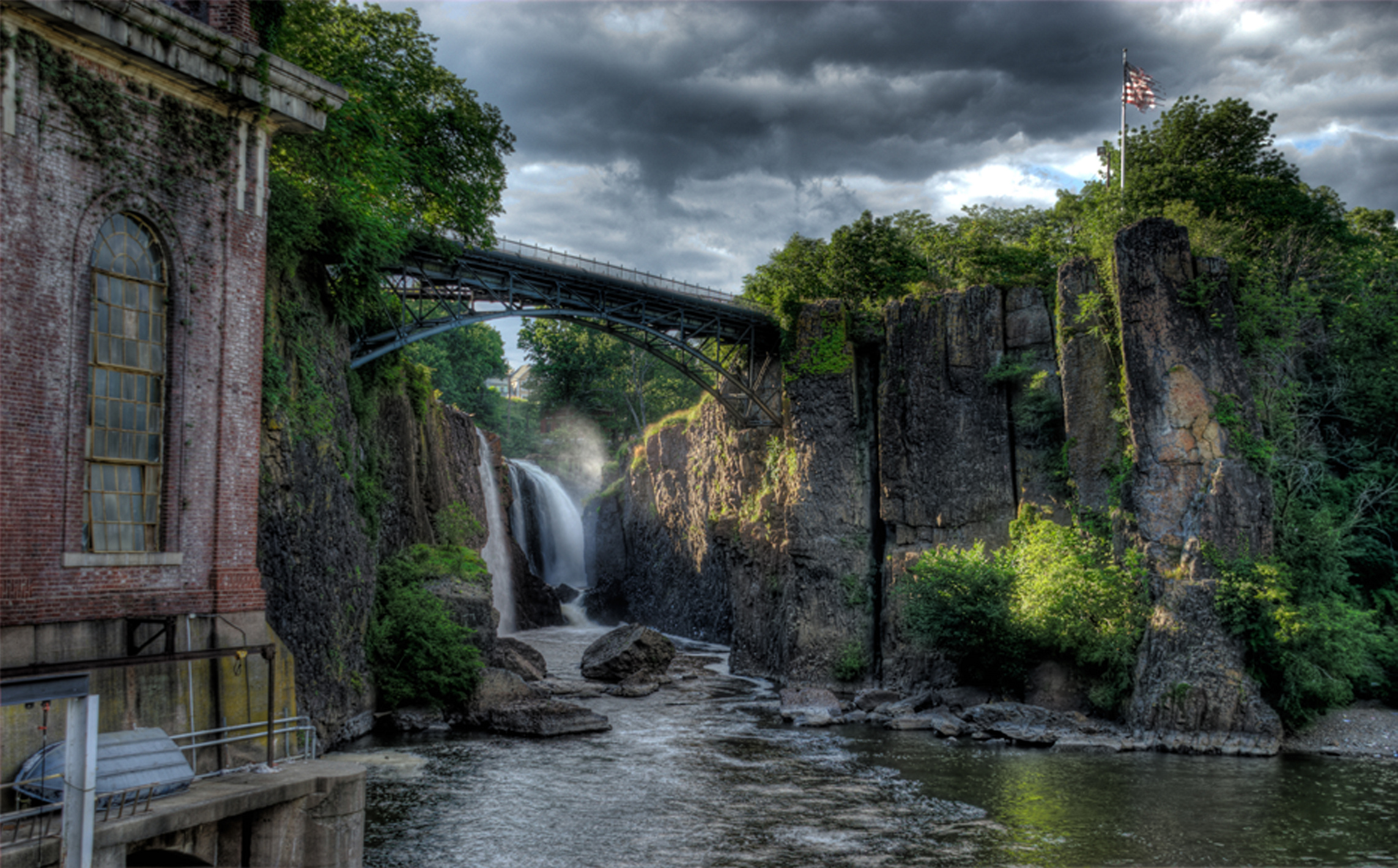
ニュージャージー州、パセーイク郡、パターソンにあるパセーイク川のグレート・フォールズは、東部アメリカで最大級の滝の1つである。

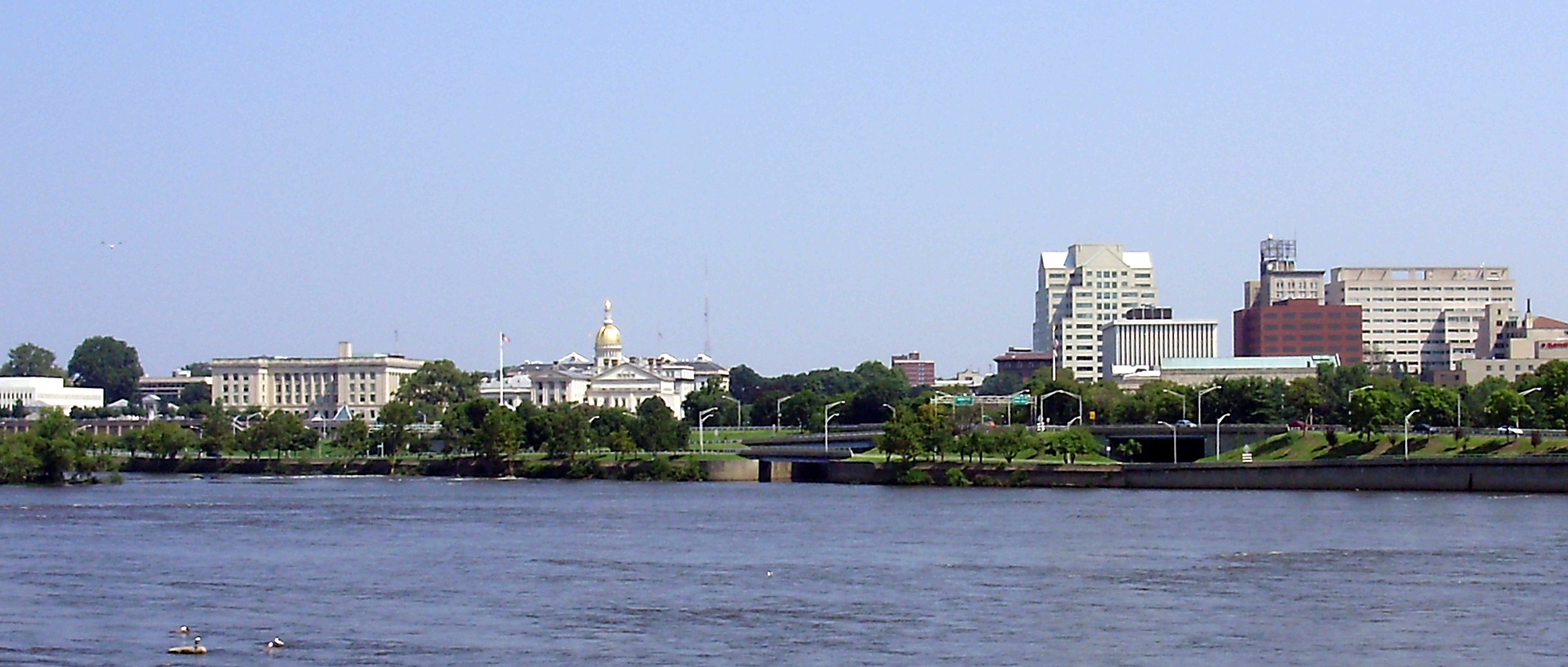
マーサー郡、トレントンのダウンタウン。デラウェア川に沿い、金色のドームに覆われたニュージャージー州会議事堂。

ニューヨーク都市圏は、次の地方によく分割される。
- ニューヨーク市（中央地方）
- ロングアイランド（ニューヨーク州ナッソー&サフォーク郡 - ロングアイランド島のニューヨーク市外の地域をいう（クイーンズ郡とキングス郡（ブルックリン）は、ニューヨーク市の行政区に該当するため含まない））
- ノース・ジャージー（ニュージャージー州北部）
- セントラル・ジャージー（ニュージャージー州中部）
- ハドソン・バレー（ウェストチェスターの近郊ロウアー・ハドソン・バレー、パットナム&ロックランド郡、ダッチェスのベッドタウン・ミッド・ハドソン、オレンジ&アルスター郡）
- コネチカット西部（フェアフィールド、リッチフィールド、ニューヘイブン郡のみが都市圏の一部）

5つの地方はさらに分けることができる。例えば、ロングアイランドは、サウス・ショア、ノース・ショア（通常ナッソー郡内の区分）、西サフォーク、イーストエンドに分割できる。メトロ・ノース鉄道の同じ沿線であるハドソン・バレーとコネチカット州もしばしば一まとめにされ、北部郊外と呼ばれている。

### 地方

#### ロングアイランド
ロングアイランドには、ニューヨーク市の2つの行政区（クイーンズ区、ブルックリン区）が存在する。また、郊外にナッソー郡とサフォーク郡がある。
2010年の国勢調査時点で人口は756万8,304人で、アメリカで最も人口が多い島であり、世界でも17番目に多い。ロングアイランド・エクスプレスウェイやロングアイランド鉄道などの交通手段が通っている。また、都市圏の3つのハブ空港のうち2つ（ジョン・F・ケネディ国際空港、ラガーディア空港）も存在する。

#### ニュージャージー北部
ニュージャージー北部には、以下の郡が存在する。
- バーゲン郡
- エセックス郡
- ハドソン郡
- ハンタードン郡
- モリス郡
- パセーイク郡
- サマセット郡
- サセックス郡
- ユニオン郡
- ウォーレン郡

ニュージャージー州観光局は、ニュージャージー北部を都市部のゲートウェイ地域と田舎のスカイランズ地域へ分割している。
この地方は、湿地、山地、さらに地方の様々な場所に散在している谷などがあり、多様な地形である。また、大部分をニュージャージー・トランジットが運営する高速道路や鉄道路線などの交通網がある。都市圏で2番目に大きいニューアーク・リバティ国際空港もある。

#### セントラル・ジャージー
セントラル・ジャージーは、ニュージャージー州の中央部に広がる地方である。ニューヨークとフィラデルフィアの両方へ通勤する人が住む地域でもある。この事実から、デラウェア・バレーとニューヨーク都市圏の2つの都市圏にまたがると考えられる。トレントン（ニュージャージー州都）、プリンストン（プリンストン大学の本拠地）、ジャージー・ショアの大部分がこの地方に含まれる。

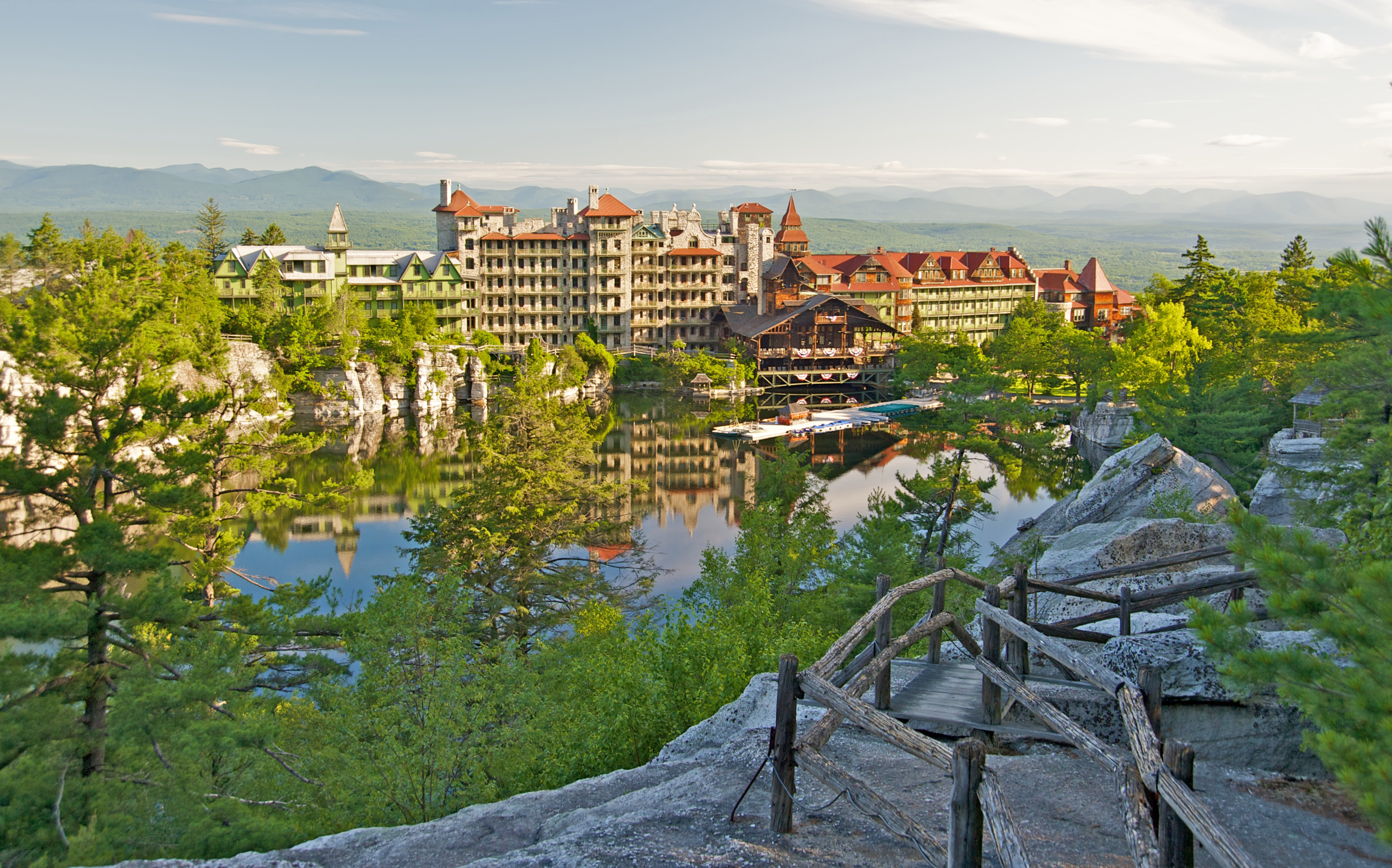
アメリカ合衆国国定歴史建造物に選定されたハドソン・バレーのアルスター郡にあるモホンク・マウンテン・ハウス。

- ミドルセックス郡
- マーサー郡
- モンマス郡
- オーシャン郡
- ユニオン郡
- サマセット郡
- ハンタードン郡

#### ロウアー・ハドソン・バレー
ロウアー・ハドソン・バレーは、ニューヨーク州内のニューヨーク市北側、ハドソン川沿いに広がる地域である。ほとんどがニューヨークの郊外にあり、ニューヨーク市内や郊外の高い住宅費を免れるため、都市圏で最も急激に成長を遂げている地域でもある。過去には、たくさんの工場がハドソン・バレーに存在したが、現在ではその多くが閉鎖されている。現在、アメリカ合衆国環境保護庁 (EPA) により、汚染されたハドソン川の水質改善計画が進められている。

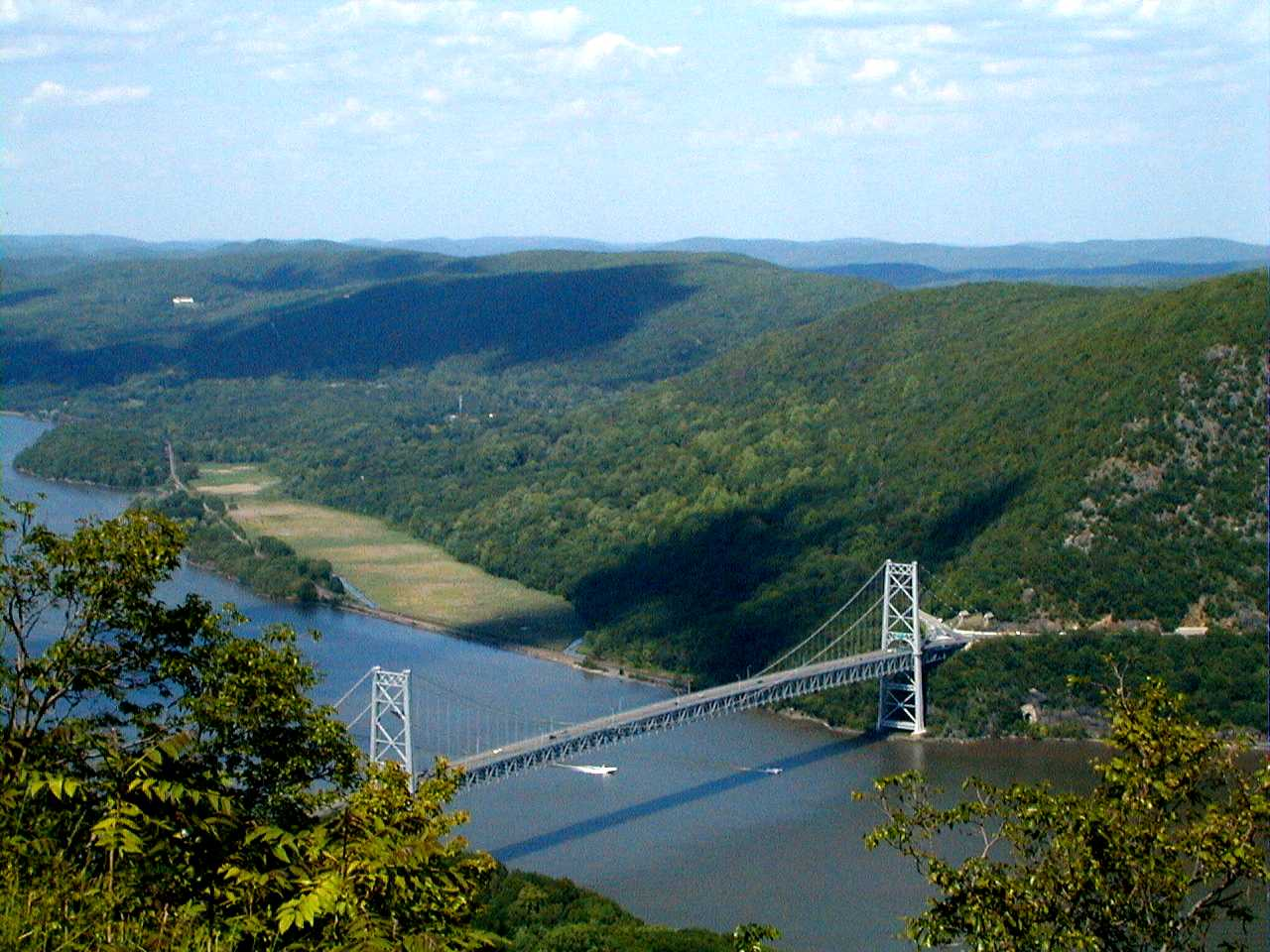
ニューヨーク州のウェストチェスター郡とロックランド郡を結ぶベアマウンテン橋。ベアマウンテンから見たハドソン川を横切る橋。

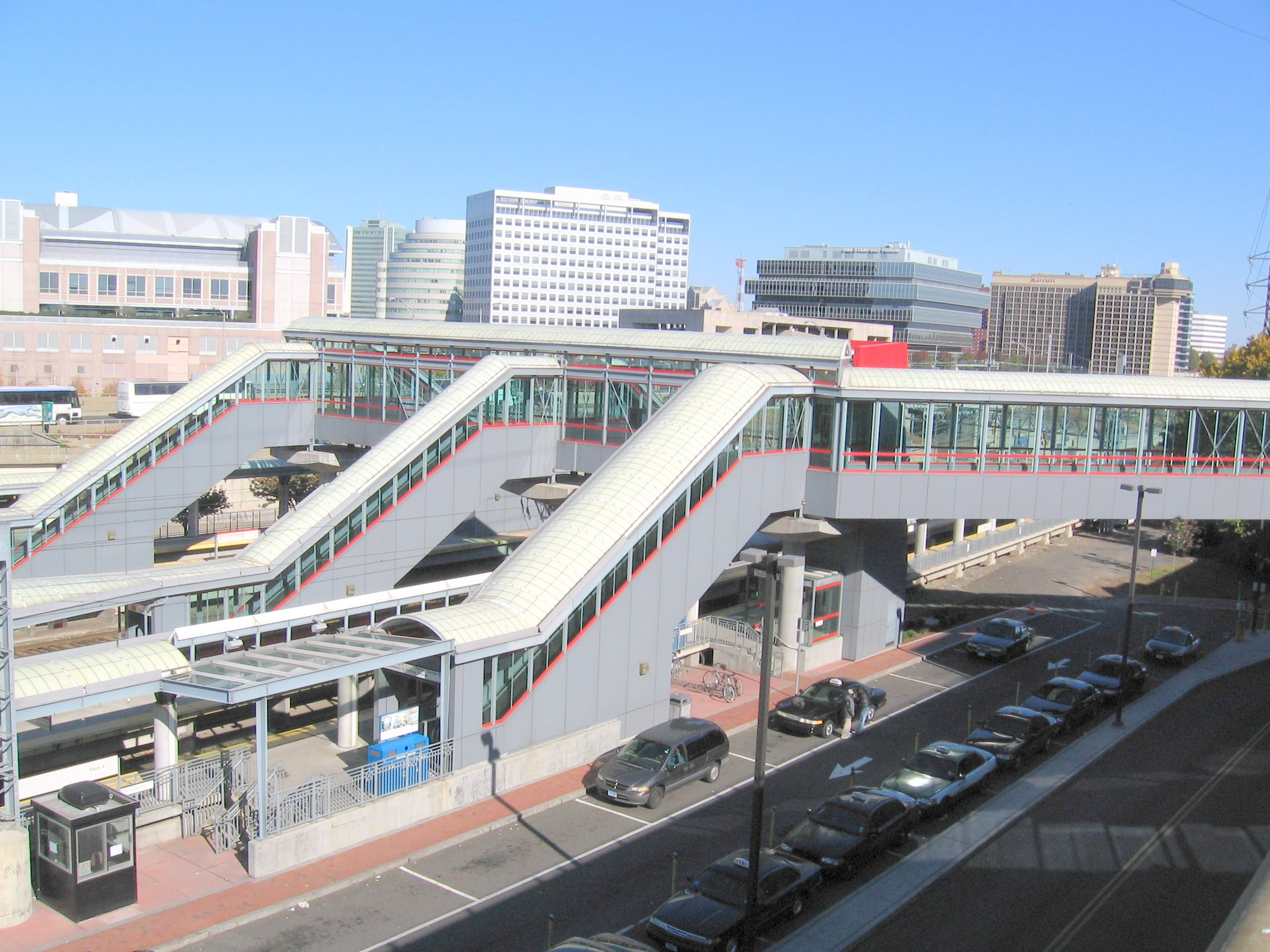
フェアフィールド郡のスタンフォードにあるダウンタウン。

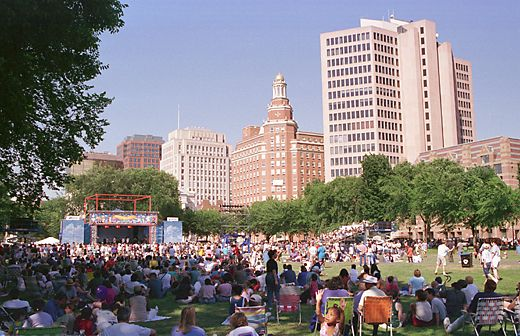
ニューヘイブン・グリーン歴史地区は、1970年にアメリカ合衆国国定歴史建造物に選ばれた。

#### コネチカット西部
フェアフィールド、ニューヘイブン及びリッチフィールド郡は、大規模な商業・工業団地を備えた、コネチカット州の西部に位置する地域である。3つの郡（またはコネチカット）は、裕福な面で、長年評価を受けている。地理的には、内陸のバークシャー山脈のような内陸の大きな山脈にとってかわり、海岸沿いに低い丘が広がる比較的平坦な地域である。大きな都市は、フェアフィールド郡とニューヘイブン郡内にほとんどがある。

#### ペンシルベニア州パイク郡
パイク郡は北東ペンシルベニアに位置する。2010年国勢調査の時点で人口は57,369人。郡庁所在地はミルフォード。ニューヨーク都市圏では西端にあり、ニューヨーク＝ニューアーク＝ブリッジポート、NY-NJ-CT-PA CSAの一部と考えられる唯一のペンシルベニア州の郡である。ポコノ山脈の一部も郡内にあり、ペンシルベニア州で最も急成長をしている郡である。

### 市街地
広域都市圏内には、いくつかの市街地を含んでいる。

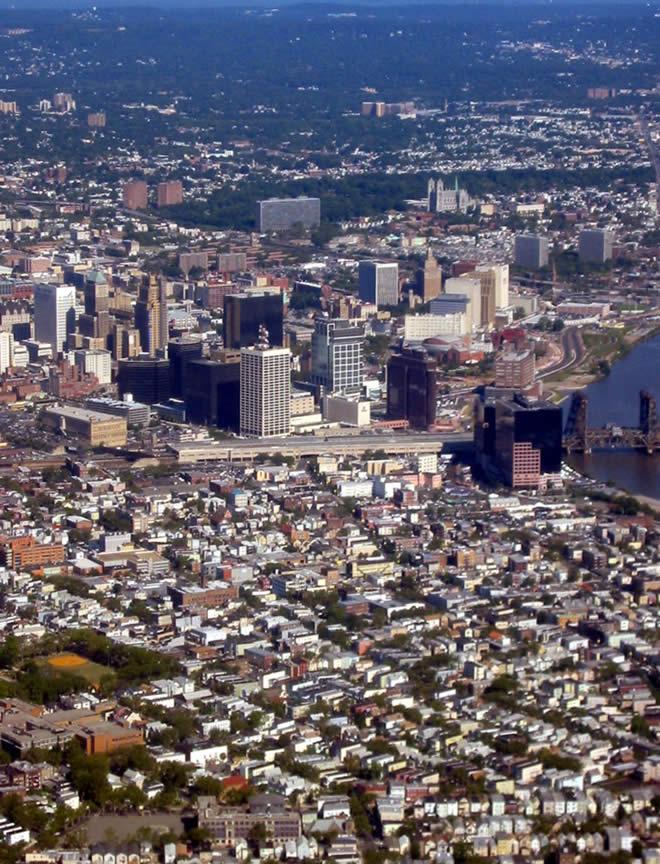
ニュージャージー州、エセックス郡、ニューアークの空撮。

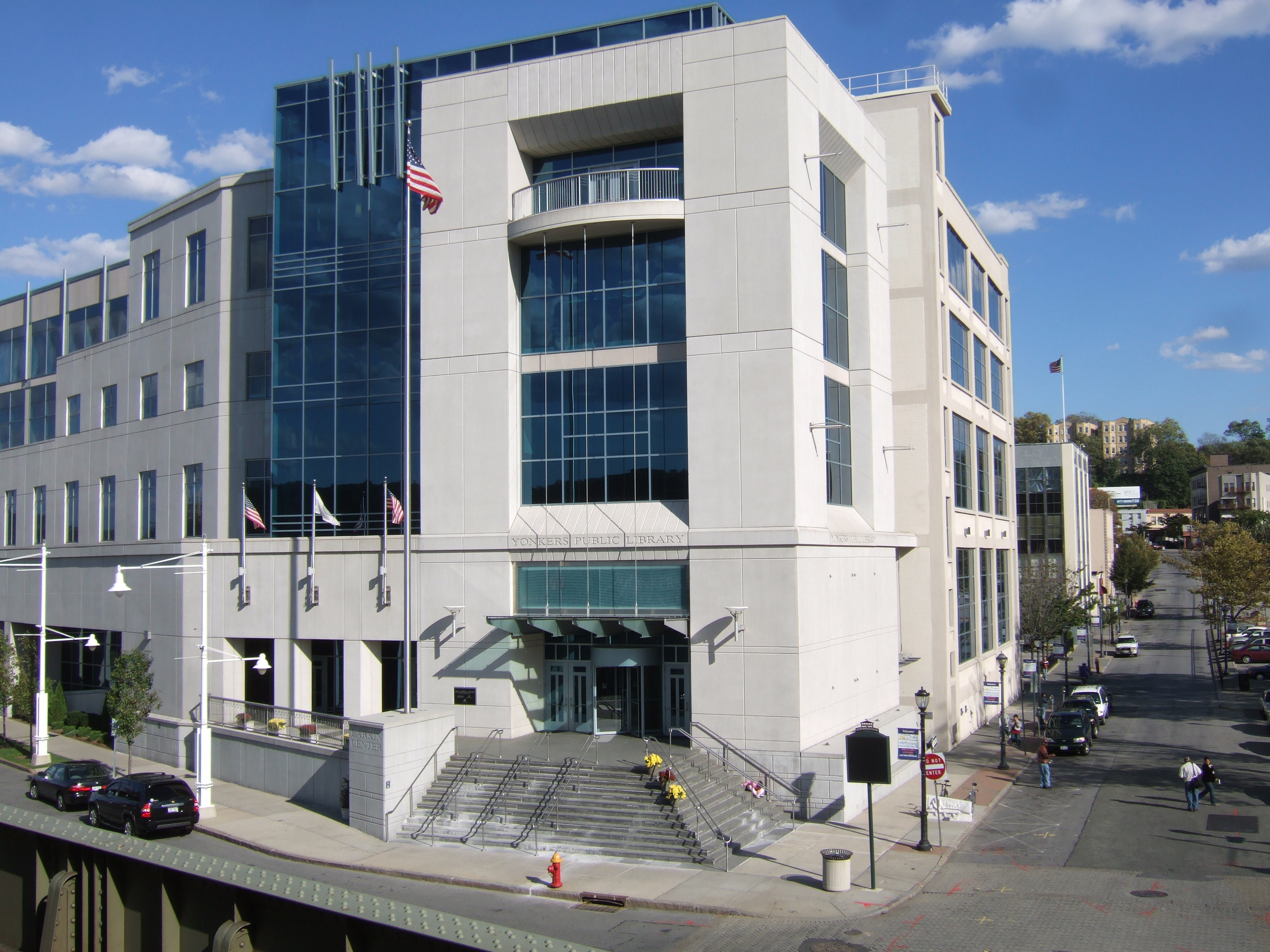
ニューヨーク州、ウェストチェスター郡、ヨンカーズにある公立図書館。

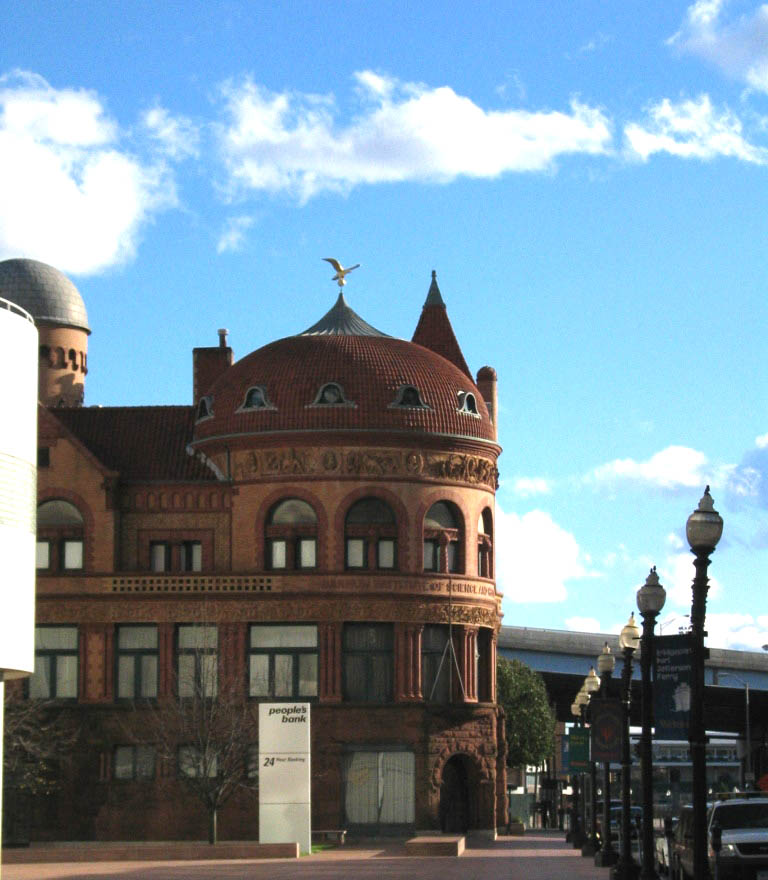
コネチカット州、フェアフィールド郡、ブリッジポートにあるバーナム博物館。

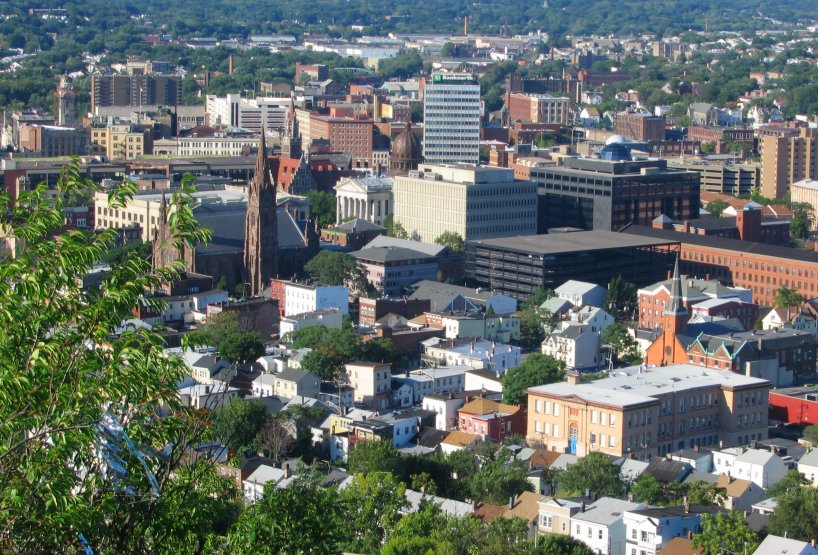
ギャレット・マウンテン保護区からの「シルク・シティ」として知られるニュージャージー州、パセーイク郡、パターソンのダウンタウン。

| 人口 順位 | 都市的地域                     | 州       | 人口 （2000年） |
| --------- | ------------------------------ | -------- | --------------- |
| 1         | ニューヨーク＝ニューアーク     | NY-NJ-CT | 17,799,861      |
| 42        | ブリッジポート＝スタンフォード | CT-NY    | 888,890         |
| 70        | ニューヘイブン                 | CT       | 531,314         |
| 90        | ポキプシー＝ニューバーグ       | NY       | 351,982         |
| 122       | トレントン                     | NJ       | 268,472         |
| 163       | ウォーターベリー               | CT       | 189,026         |
| 190       | ダンベリー                     | CT-NY    | 154,455         |
| 350       | ハイツタウン                   | NJ       | 69,977          |
| 435       | キングストン                   | NY       | 53,458          |
| 452       | ミドルタウン                   | NY       | 50,071          |

### 主要都市
下記は、2010年の米国国勢調査局による主要都市とその人口の一覧である。
- ニューヨーク＝ニュージャージー北部＝ロングアイランド都市圏
  - ニューヨーク市：8,175,133
  - ニューアーク：277,140
  - エジソン：99,967
  - ウッドブリッジ・タウンシップ：99,265
  - ニューロシェル：77,062
  - マウントバーノン：67,292
  - ホワイト・プレインズ：56,853
  - ユニオン・タウンシップ：56,642
  - ウェイン：54,717
  - ジャージーシティ：247,597
  - ヨンカーズ：195,976
  - パターソン：146,199
- トレントン＝エウィング都市圏
  - トレントン：84,913
  - エウィング：35,790
- ブリッジポート＝スタンフォード＝ノーウォーク都市圏
  - ブリッジポート：144,229
  - スタンフォード：122,643
  - ノーウォーク：85,603
  - ダンベリー：80,893
  - スタットフォード：51,384
- ニューヘイブン＝ミルフォード都市圏
  - ニューヘイブン：129,779
  - ミルフォード：51,271
- ポキプシー＝ニューバーグ＝ミドルタウン都市圏
  - ポキプシー：32,736
  - ニューバーグ：28,866
  - ミドルタウン：28,086
- キングストン都市圏
  - キングストン：23,893
- トリントン都市圏
  - トリントン：36,383

### 気候
ケッペンの気候区分では、ニューヨーク市、西ロングアイランド、ウェストチェスター郡のイースタン・ショア、コネチカットの南西海岸、ジャージーショアなどが温暖湿潤気候である。32°F (0℃) の基準を用いると、北アメリカでは温暖湿潤気候で最北の大都市である。
都市圏の残りは、湿潤大陸性気候に分類される。このエリアは、Dfa（夏は暑い）、Dfb（夏は暖かい）の2つに細分される。Dfbの地域は、概して北部の内陸で高台に多い。また、Dfaの地域よりも降雪量が多い。
冬は寒くて湿度が高く、大西洋の風は卓越風により限定されている。大西洋やアパラチア山脈による遮蔽で、ニューヨーク・エリアは、ほぼ同緯度のピッツバーグ、シンシナティ、インディアナポリスなどの内陸の地方より比較的暖かくなっている。このエリアで最も寒い月である1月の平均気温は39.1°F (3.9℃) である。しかし、冬の気温は、数日の間に50°F (10℃) くらい高くなったり、10°F (−12℃) ほどに低くなったりする。春と秋も暖かくなったり寒くなったりし、通常は湿度は低く穏やか。ニューヨーク市の夏は、7月の平均気温で84.9°F (29.4℃) あり、典型的に暑く、湿度が高い。夜間も、しばしばヒートアイランド現象により、暑くなる。毎年の夏の17日間の平均気温は90°F (32.2℃) で、100°F (38℃) を超えることもある。
ニューヨーク市は毎年49.7インチ (1260mm) の降水量がある。1981年から2010年の冬期平均降雪量は26.7インチ (68 cm) だが、毎年の差が大きい。ニューヨーク・エリアがハリケーンや熱帯低気圧の影響を受けることは希であるが、前例がないわけではなく、このエリアでも影響を受ける可能性はある。ニューヨーク市では、1934年2月の−15°F (−26℃) から1936年7月の106°F (41℃) の極端な温度変化も経験している。
ニューヨーク都市圏では、少なくとも日光が当たる234日間を毎年平均し、1年あたり2,400-2,600時間の日照時間がある。
| ニューヨーク（セントラルパーク）の気候                               | ニューヨーク（セントラルパーク）の気候 | ニューヨーク（セントラルパーク）の気候 | ニューヨーク（セントラルパーク）の気候 | ニューヨーク（セントラルパーク）の気候 | ニューヨーク（セントラルパーク）の気候 | ニューヨーク（セントラルパーク）の気候 | ニューヨーク（セントラルパーク）の気候 | ニューヨーク（セントラルパーク）の気候 | ニューヨーク（セントラルパーク）の気候 | ニューヨーク（セントラルパーク）の気候 | ニューヨーク（セントラルパーク）の気候 | ニューヨーク（セントラルパーク）の気候 | ニューヨーク（セントラルパーク）の気候 |
| 月                                                                   | 1月                                    | 2月                                    | 3月                                    | 4月                                    | 5月                                    | 6月                                    | 7月                                    | 8月                                    | 9月                                    | 10月                                   | 11月                                   | 12月                                   | 年                                     |
| -------------------------------------------------------------------- | -------------------------------------- | -------------------------------------- | -------------------------------------- | -------------------------------------- | -------------------------------------- | -------------------------------------- | -------------------------------------- | -------------------------------------- | -------------------------------------- | -------------------------------------- | -------------------------------------- | -------------------------------------- | -------------------------------------- |
| 最高気温記録 °F （°C）                                               | 72 (22)                                | 75 (24)                                | 86 (30)                                | 96 (36)                                | 99 (37)                                | 101 (38)                               | 106 (41)                               | 104 (40)                               | 102 (39)                               | 94 (34)                                | 84 (29)                                | 75 (24)                                | 106 (41)                               |
| 平均最高気温 °F （°C）                                               | 39.1 (3.9)                             | 42.4 (5.8)                             | 50.5 (10.3)                            | 62.0 (16.7)                            | 71.6 (22)                              | 80.1 (26.7)                            | 84.9 (29.4)                            | 83.4 (28.6)                            | 76.0 (24.4)                            | 64.6 (18.1)                            | 54.6 (12.6)                            | 43.8 (6.6)                             | 62.7 (17.1)                            |
| 平均最低気温 °F （°C）                                               | 26.9 (−2.8)                            | 28.9 (−1.7)                            | 35.2 (1.8)                             | 44.8 (7.1)                             | 54.0 (12.2)                            | 63.6 (17.6)                            | 68.9 (20.5)                            | 67.9 (19.9)                            | 60.8 (16)                              | 50.0 (10)                              | 41.6 (5.3)                             | 32.0 (0)                               | 47.9 (8.8)                             |
| 最低気温記録 °F （°C）                                               | −6 (−21)                               | −15 (−26)                              | 5 (−15)                                | 12 (−11)                               | 32 (0)                                 | 44 (7)                                 | 52 (11)                                | 50 (10)                                | 39 (4)                                 | 28 (−2)                                | 12 (−11)                               | −13 (−25)                              | −15 (−26)                              |
| 降水量 inch （mm）                                                   | 3.65 (92.7)                            | 3.09 (78.5)                            | 4.36 (110.7)                           | 4.49 (114)                             | 4.19 (106.4)                           | 4.41 (112)                             | 4.60 (116.8)                           | 4.44 (112.8)                           | 4.28 (108.7)                           | 4.40 (111.8)                           | 4.02 (102.1)                           | 4.00 (101.6)                           | 49.92 (1,268)                          |
| 降雪量 inch （cm）                                                   | 8.0 (20.3)                             | 9.4 (23.9)                             | 3.7 (9.4)                              | .6 (1.5)                               | 0 (0)                                  | 0 (0)                                  | 0 (0)                                  | 0 (0)                                  | 0 (0)                                  | 0 (0)                                  | .3 (0.8)                               | 4.8 (12.2)                             | 26.7 (67.8)                            |
| 平均降水日数 （≥0.01 inch）                                          | 10.4                                   | 9.2                                    | 10.9                                   | 11.5                                   | 11.1                                   | 11.2                                   | 10.4                                   | 9.5                                    | 8.7                                    | 8.9                                    | 9.6                                    | 10.6                                   | 121.9                                  |
| 平均降雪日数 （≥0.1 inch）                                           | 4.1                                    | 2.9                                    | 1.8                                    | .3                                     | 0                                      | 0                                      | 0                                      | 0                                      | 0                                      | 0                                      | .2                                     | 2.3                                    | 11.5                                   |
| 平均月間日照時間                                                     | 162.7                                  | 163.1                                  | 212.5                                  | 225.6                                  | 256.6                                  | 257.3                                  | 268.2                                  | 268.2                                  | 219.3                                  | 211.2                                  | 151.0                                  | 139.0                                  | 2,534.7                                |
| 出典：NOAA (1981–2010 normals, sun 1961–1990, extremes 1876–present) |                                        |                                        |                                        |                                        |                                        |                                        |                                        |                                        |                                        |                                        |                                        |                                        |                                        |

## 人口

### 2010年国勢調査
基礎データ
- 人口: 22,085,649人
- 人口密度: 1159人/km2（1,865人/mi2）
- 住居密度: 425軒/km2（684軒/mi2）

人種別人口構成
- 白人: 61.6%（13,595,960人）
- アフリカン・アメリカン: 16.9%（3,727,105人）
- ネイティブ・アメリカン: 0.5%（102,349）
- アラスカン・ネイティブとアジア人: 9.1%（2,008,906人）
- 太平洋諸島系: 1%未満（9,971人）
- その他の人種: 8.8%（1,944,165人）
- 混血: 3.2%（697,193人）
- ヒスパニック: 21.7%（4,790,542人）

年齢別人口構成
- 18歳未満: 25.5%
- 18-24歳: 9.5%
- 25-44歳: 28.0%
- 45-64歳: 26.6%
- 65歳以上: 13.2%
- 年齢の中央値: 37.9歳
- 性比（女性100人あたり男性の人口）
  - 総人口: 48.3

世帯と家族（対世帯数）
- 18歳未満の子供がいる: 30.2%（2,449,343人）
- 結婚・同居している夫婦: 46.1%（3,736,165人）
- 未婚・離婚・死別男性が世帯主: 4.9%（400,534人）
- 未婚・離婚・死別女性が世帯主: 15.0%（1,212,436人）
- 非家族世帯: 34%（2,754,596人）
- 単身世帯: 2.3%
- 平均構成人数
  - 世帯: 2.65人

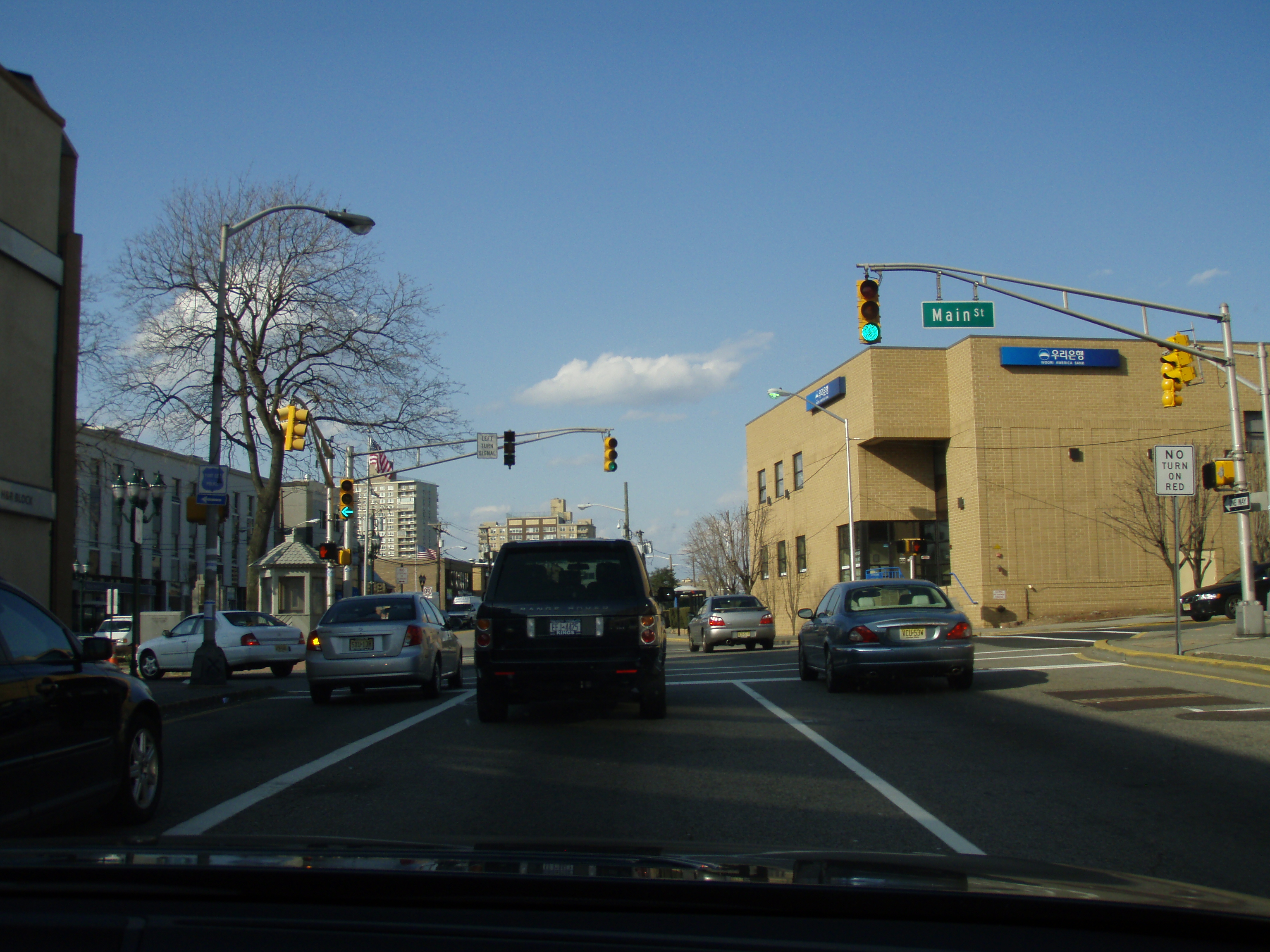
ニュージャージー州、バーゲン郡、
フォートリーのコリアタウン。

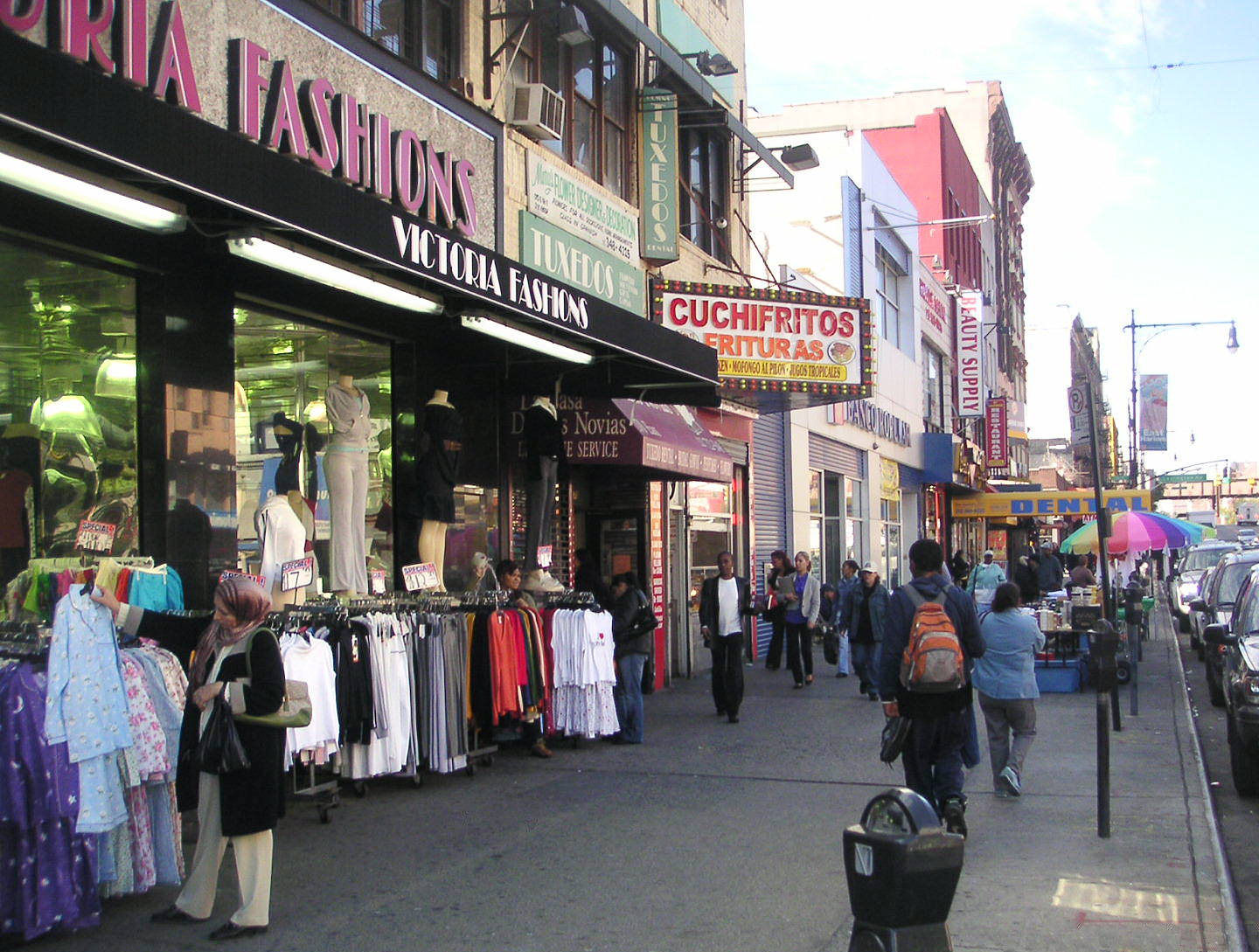
アッパー・マンハッタンの
スパニッシュ・ハーレム。

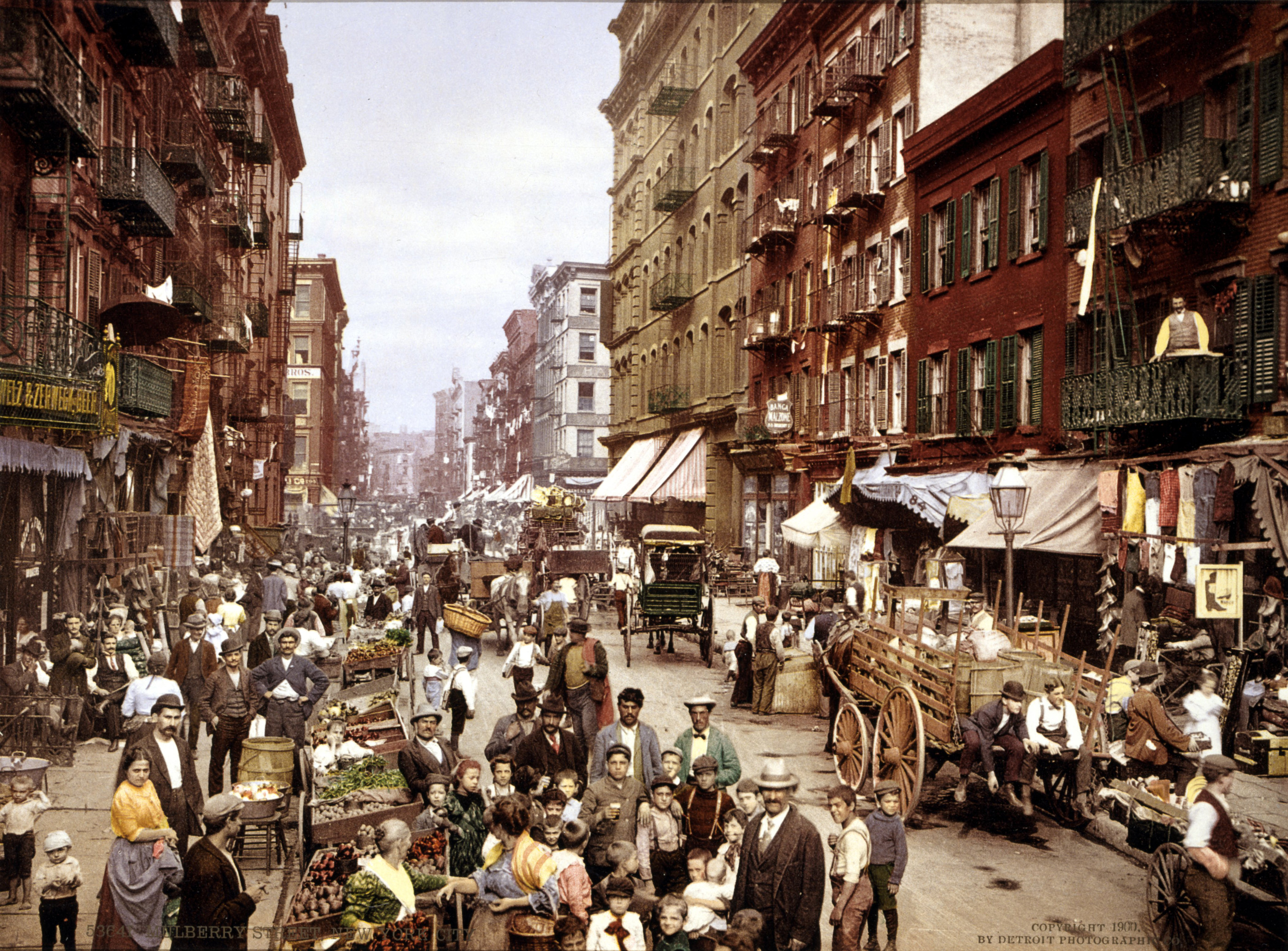
1900年頃のロウアー・イースト・
サイドにあるリトル・イタリー。

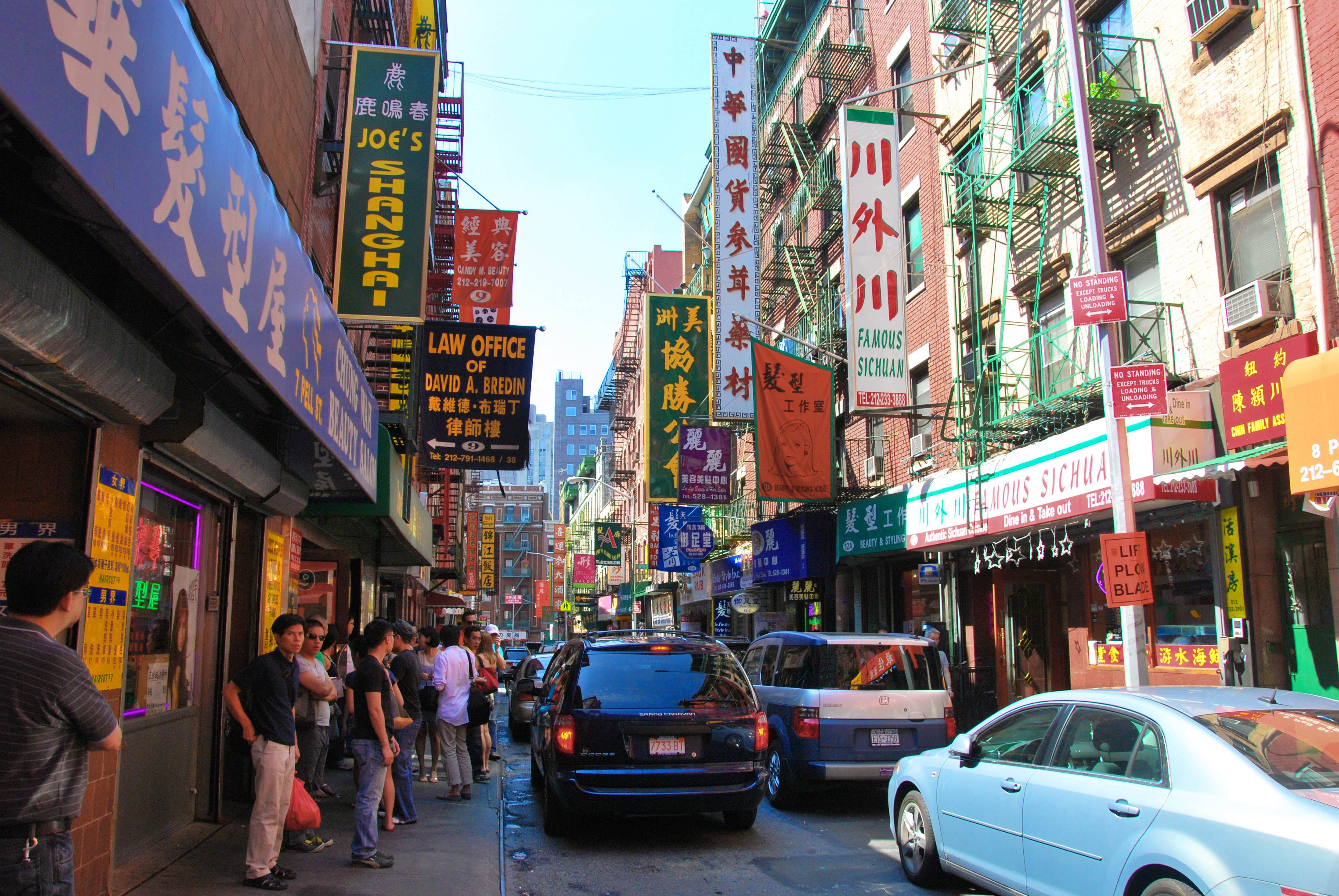
マンハッタンのチャイナタウン。

住民の26.7%にあたる5,911,993人は、アメリカ国外出生者である。このうち17.4%（1,028,506人）はヨーロッパ生まれ、27.0%（1,595,523人）はアジア生まれ、3.8%（224,109人）はアフリカ生まれ、0.2%（11,957人）はオセアニア生まれ、50.6%（2,992,639人）はラテンアメリカ生まれである。

### 人口推計

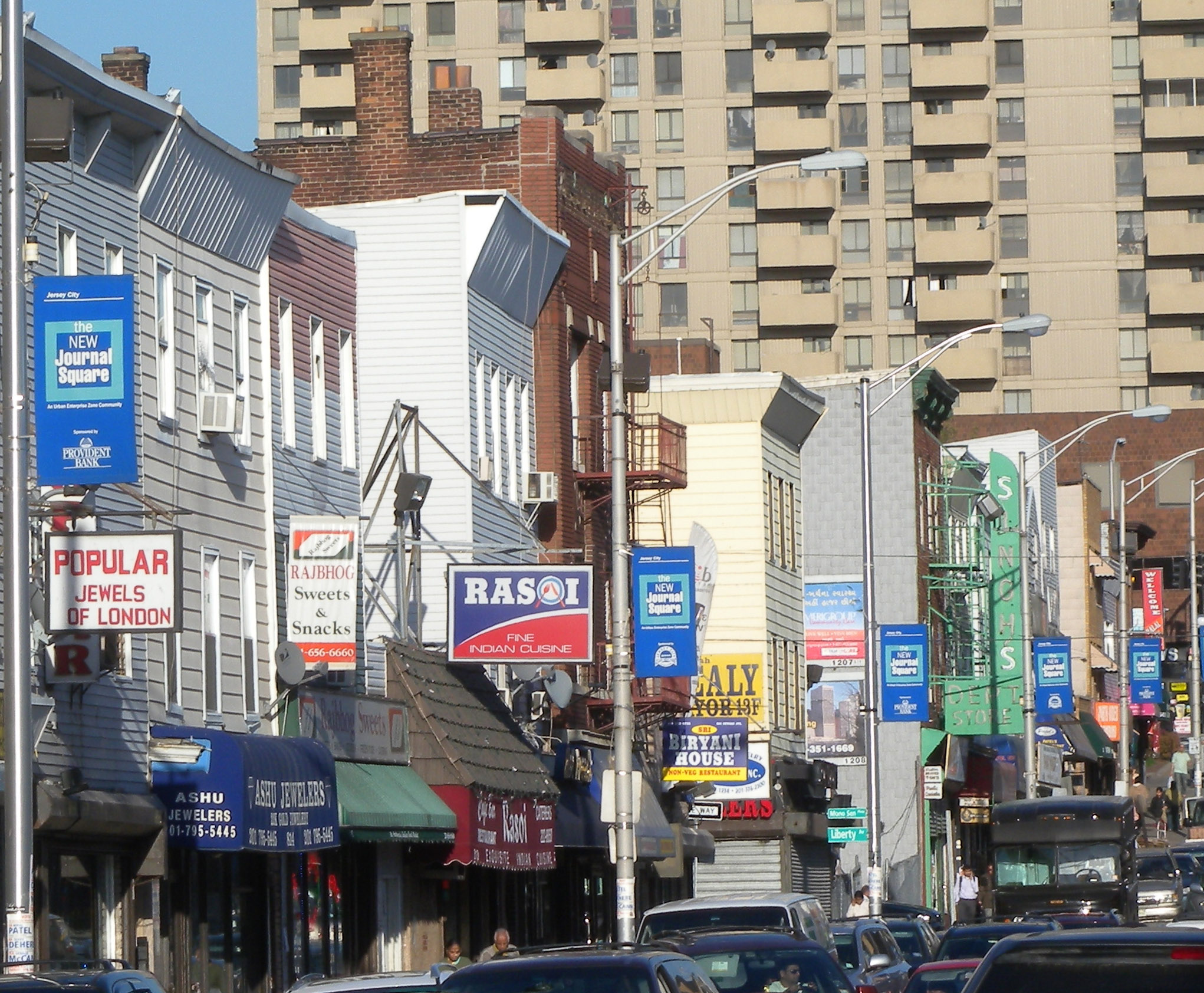
ハドソン郡、ジャージーシティのインディア・スクエア。

2011年7月1日時点で、アメリカ合衆国国勢調査局は、大都市圏の人口を、前年より0.6%（128,434人）増加して、22,214,083人と発表した。
ニューヨーク都市圏は民族的にも多様である。本国のイスラエル国外で最大のユダヤ人地区が存在する。都市圏には国内のインディアン・アメリカンの20%、すべての韓国系アメリカ人の15%が住み、西半球で最も多くアジアン・インド人が住む地域でもある。また、イタリア系アメリカ人やアフリカ系アメリカ人は国内最多で、ヒスパニックは国内で2番目に多い。さらに、ニューヨーク市には6つのチャイナタウンがあり、ニュージャージー州のエジソン、ロングアイランドのナッソー郡と合わせて、2010年時点の華僑は人口682,265人を数える。これはアジア外では最多。ニューヨーク都市圏は、過去に引き続き移民受け入れの重要な地域となっている。
都市圏には、568,903人のゲイや両性愛者が住み、アメリカ最大と見積もられる。ニューヨークの同性結婚は、2011年6月24日に合法化された。

## 経済

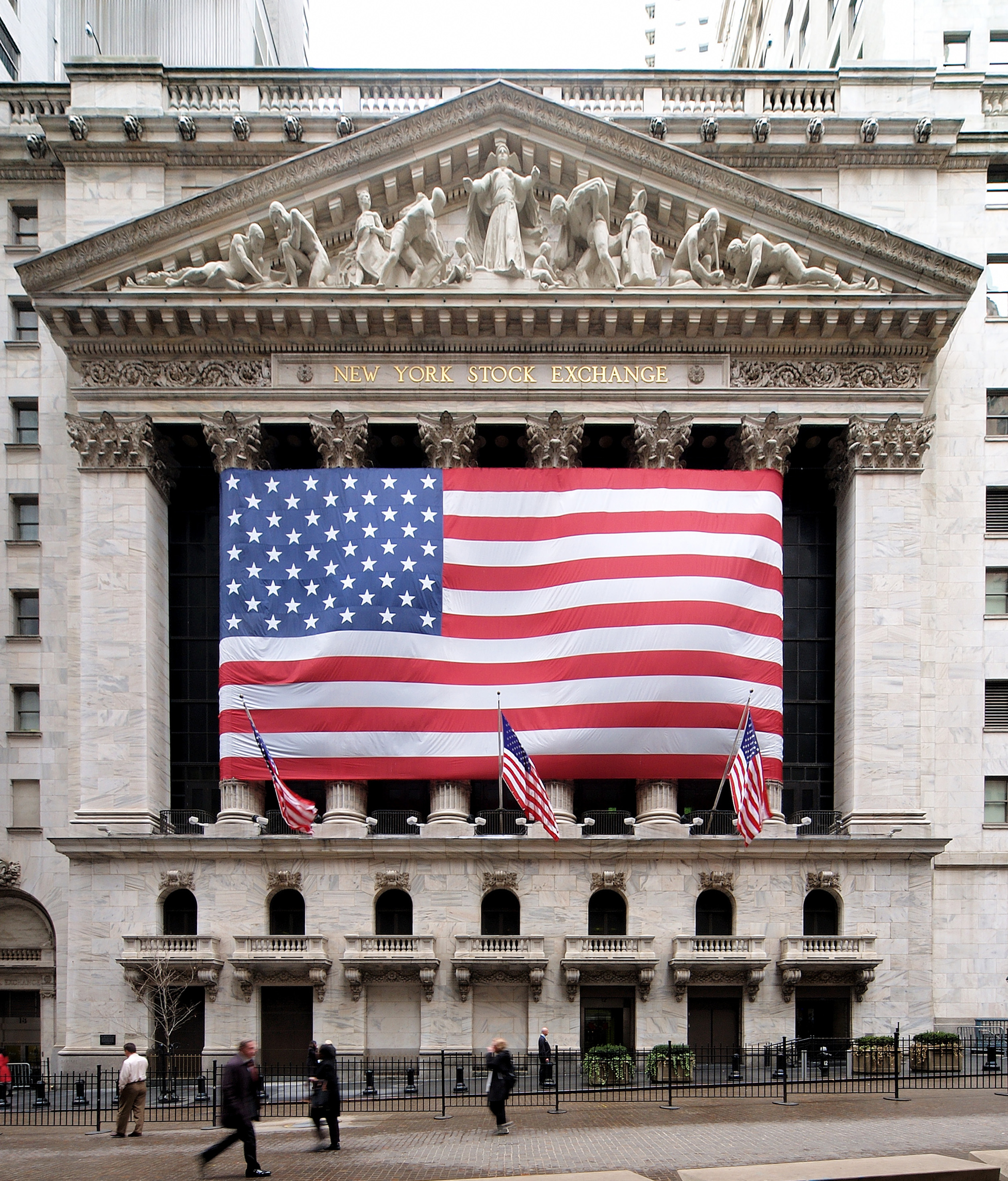
ウォール街にある世界最大のニューヨーク証券取引所。

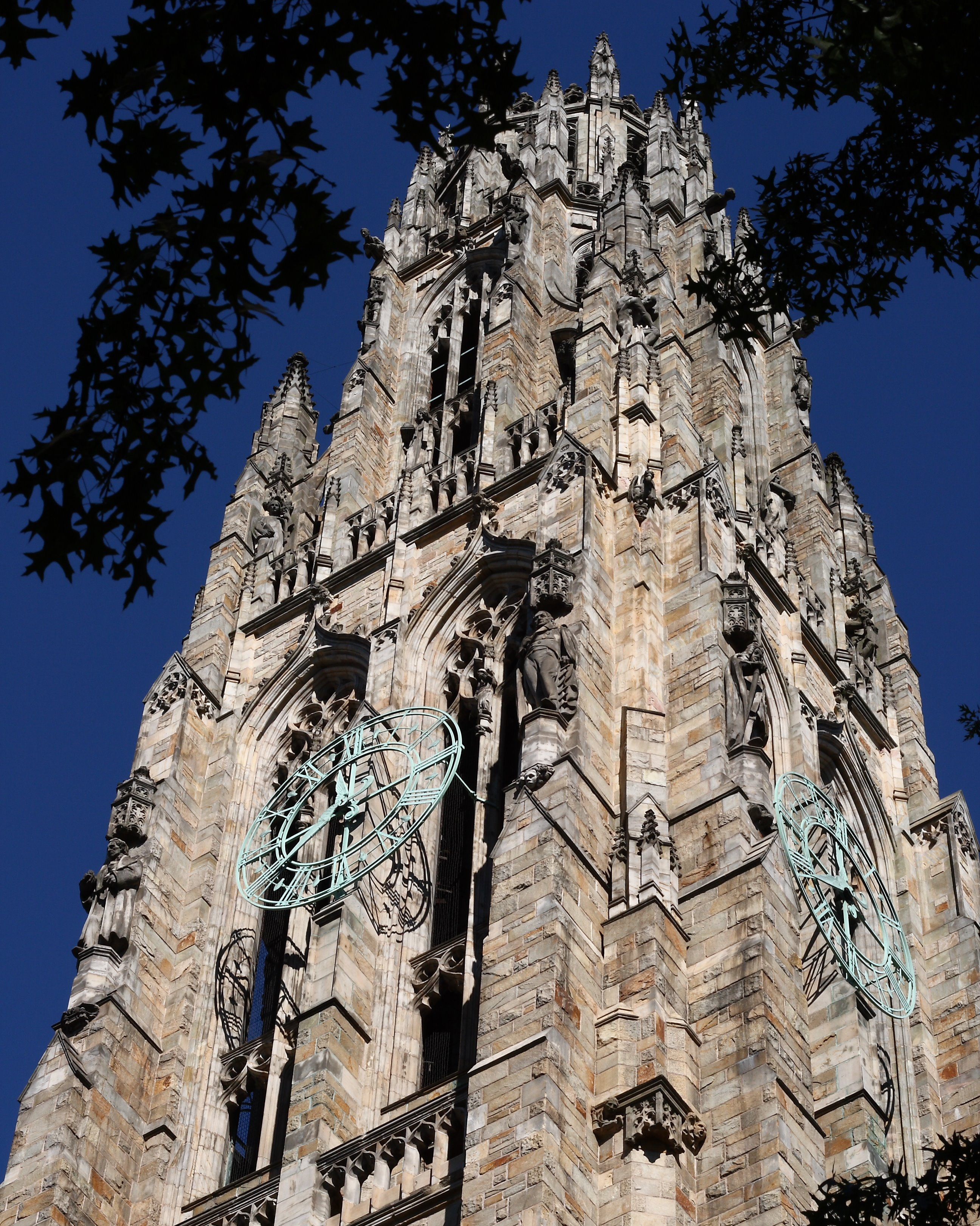
イェール大学にあるハークネス・タワーのブロンズ・クロックは、ゴシック建築を反映した構造。

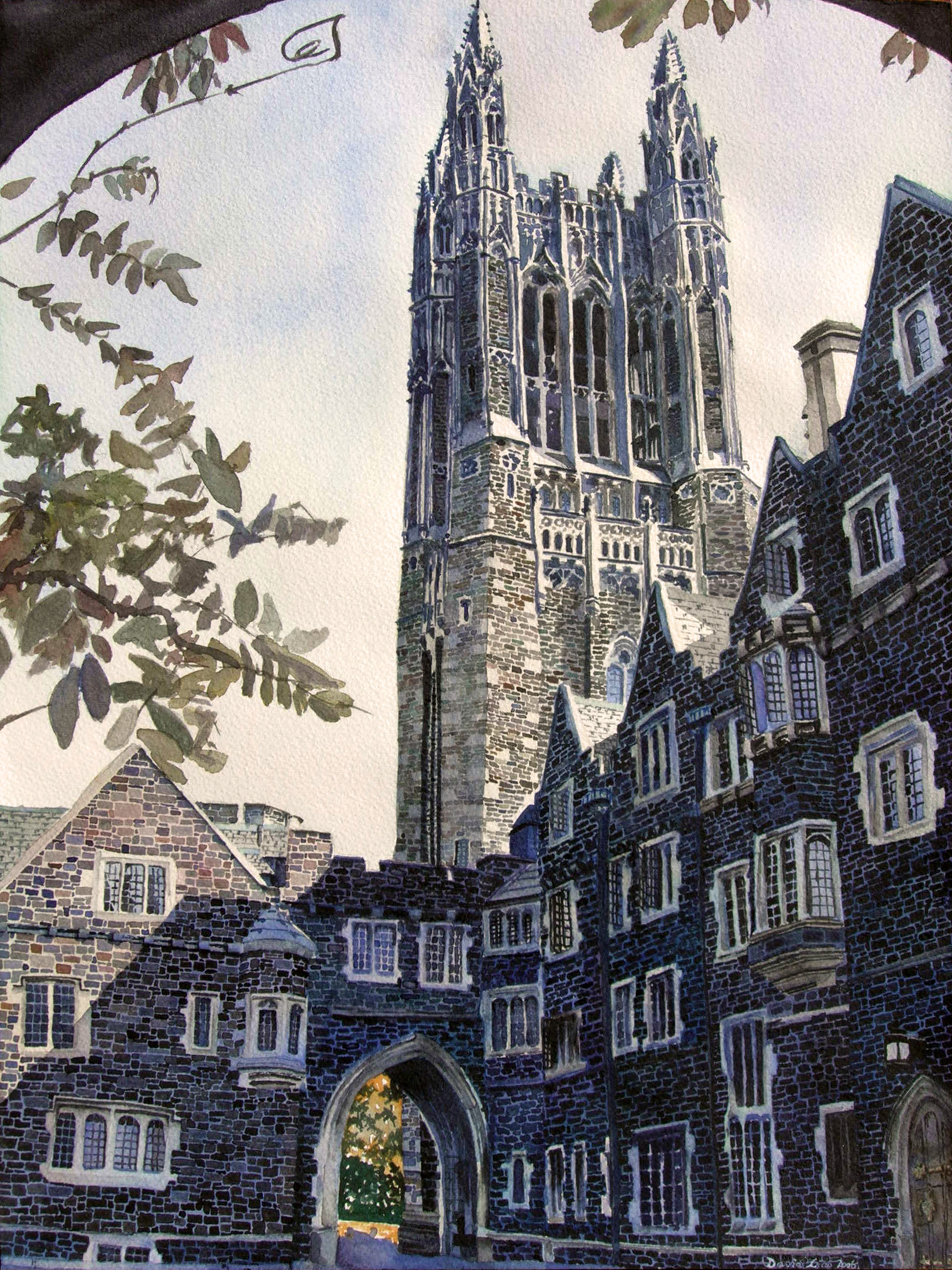
プリンストン大学にあるクリーブランド・タワーの水彩画。秋の正午を描いている。

地方経済は、国際銀行と通商が中心である。これはアメリカ最大で、世界でも重要な都市の1つである。ニューヨークはグローバル・シティだと考えられる：金融、国際貿易、メディア、不動産、工業、観光、バイオテクノロジー及び教育は、このエリアの産業である。また、娯楽やニュースメディアといった産業もある。2010年の都市圏別総生産では、1兆2800ドルで、東京を除いて、14カ国以外で最大である。この富に加え、アメリカで最も生計費が高いエリアである。このエリアの住宅価格の変化は、S&Pケース・シラー住宅価格指数により、定期的に統計される。統計はスタンダード&プアーズ (S&P) によって公表される。

## 教育

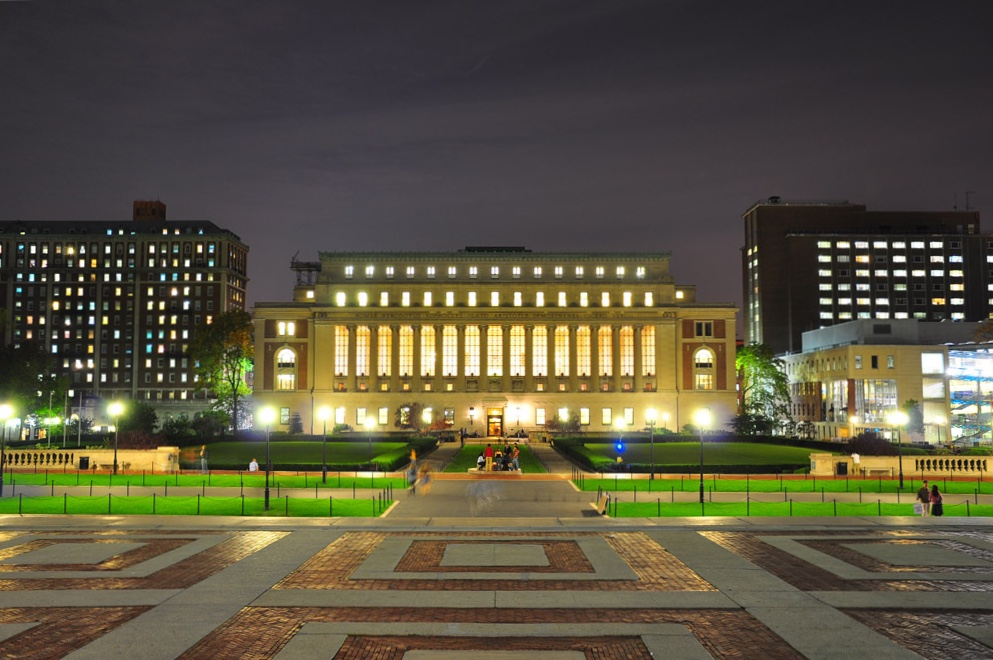
コロンビア大学のバトラー図書館は、アメリカで最も美しい図書館の1つとして評価されている。

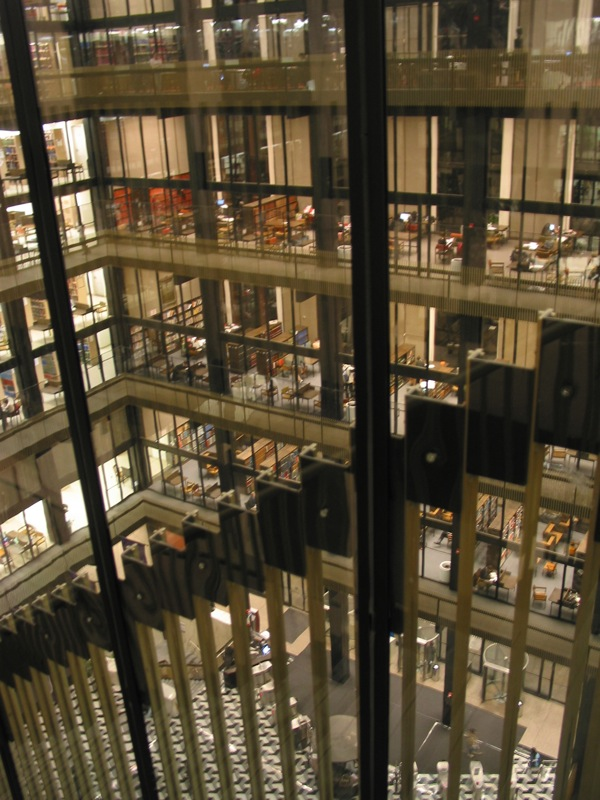
ニューヨーク大学内のエルマー・ホームズ・ボブスト図書館の内観。

ニューヨーク都市圏には、多くの有名な高等教育機関がある。都市圏内には3つのアイビー・リーグの大学（マンハッタンのコロンビア大学、ニュージャージー州・プリンストンのプリンストン大学、コネチカット州・ニューヘイブンのイェール大学）があり、さらにマンハッタンに拠点を置くニューヨーク大学とロックフェラー大学がある。これらの大学は、世界でもトップ50位の中に入っている。ニューヨーク市教育課は、120万人の学生を管理するアメリカ最大の教育機関である。
また、都市圏内では、国内で最も有名な学校の1つとして認められた公立高校が多く存在する。

### 業績
2010年のアメリカ地域調査によれば、都市圏には14,973,063人の25歳以上の人がいる。このうち14.8%（2,216,578人）が卒業生・専門職学位、21.1%（3,166,037人）が学士、6.4%（962,007人）が短期大学士であり、16.0%（2,393,990人）が教育を受けたが階級を持たない。また、26.8%（4,009,901人）が高校卒業証書かそれと同等のものを所持しており、14.8%（2,224,557人）が高校教育を受けていない。2010年には、CNNのランキングで、都市圏はアメリカで最も賢いエリアトップ10の中に位置づけられた。

## 交通
ニューヨーク市周辺の市街地の大きさや複雑さに平行し、交通網も大きく、複雑である。

### 鉄道
アメリカ国内の鉄道の3分の2を占める公共交通機関のうち、利用者の3人に1人はニューヨーク都市圏で暮らす。

#### ニューヨーク市地下鉄

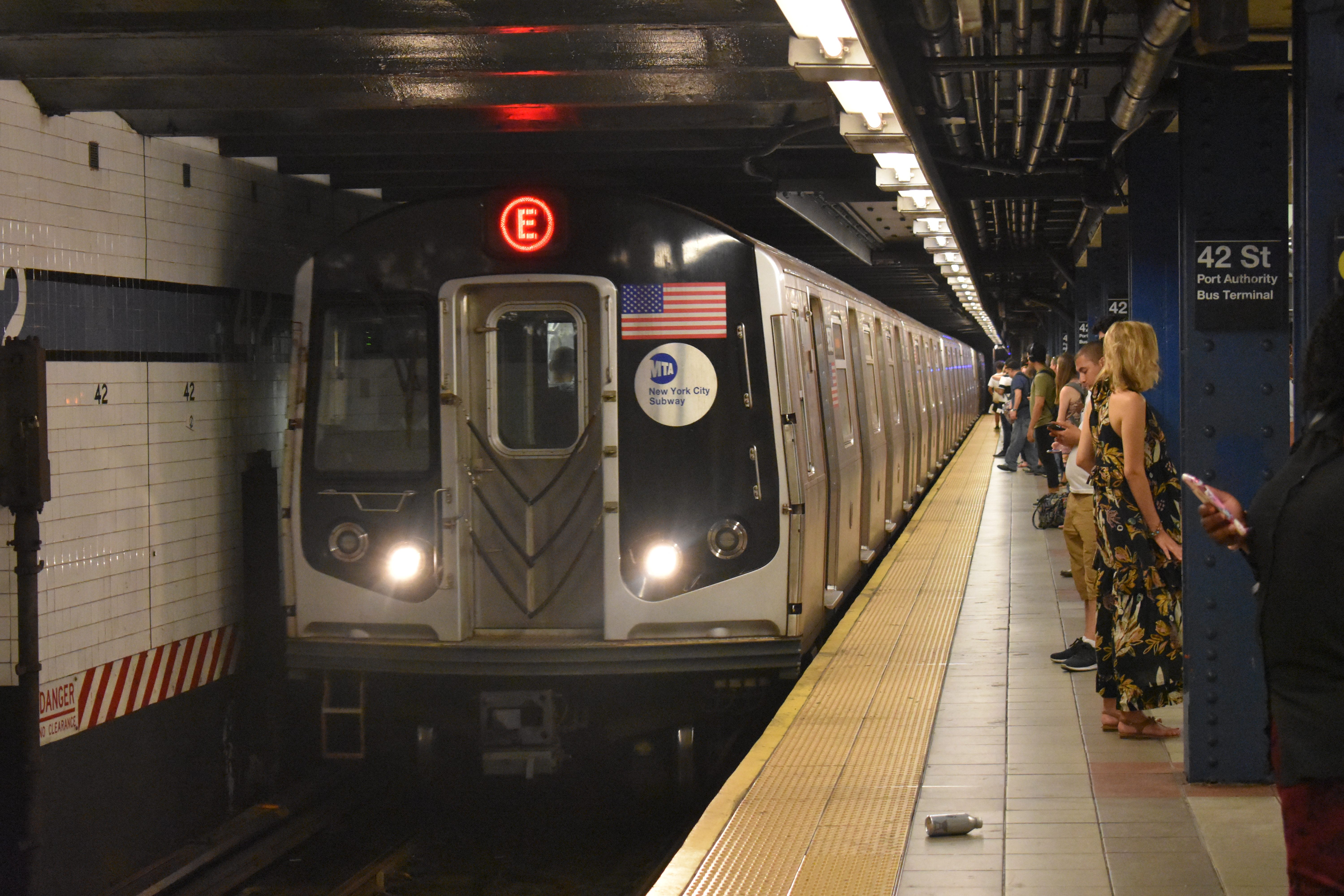
ニューヨーク市地下鉄は、路線の長さ、駅数で世界最大の地下鉄である。画像の列車はE系統で、8番街線内を各駅に停車する系統である。

ニューヨーク市地下鉄は、駅の数を基準とすると、路線に468の駅を持ち、世界最大の地下鉄である。また、年間の特定交通機関の利用者数を基準とした場合でも、2006年に15億人の乗客があり、世界で3番目である。さらに、香港、ロンドン、パリ、パリ、ソウル 及び東京と同様にほぼ全ての路線が24時間営業している。

#### 通勤列車

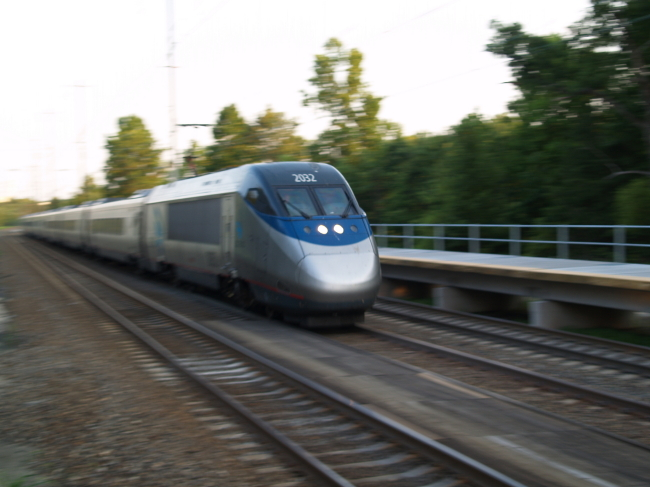
ニューヨーク市へ向かうアセラ・エクスプレス。アセラエクスプレスは北東回廊を通るアムトラックが運営し、国内唯一の高速鉄道。

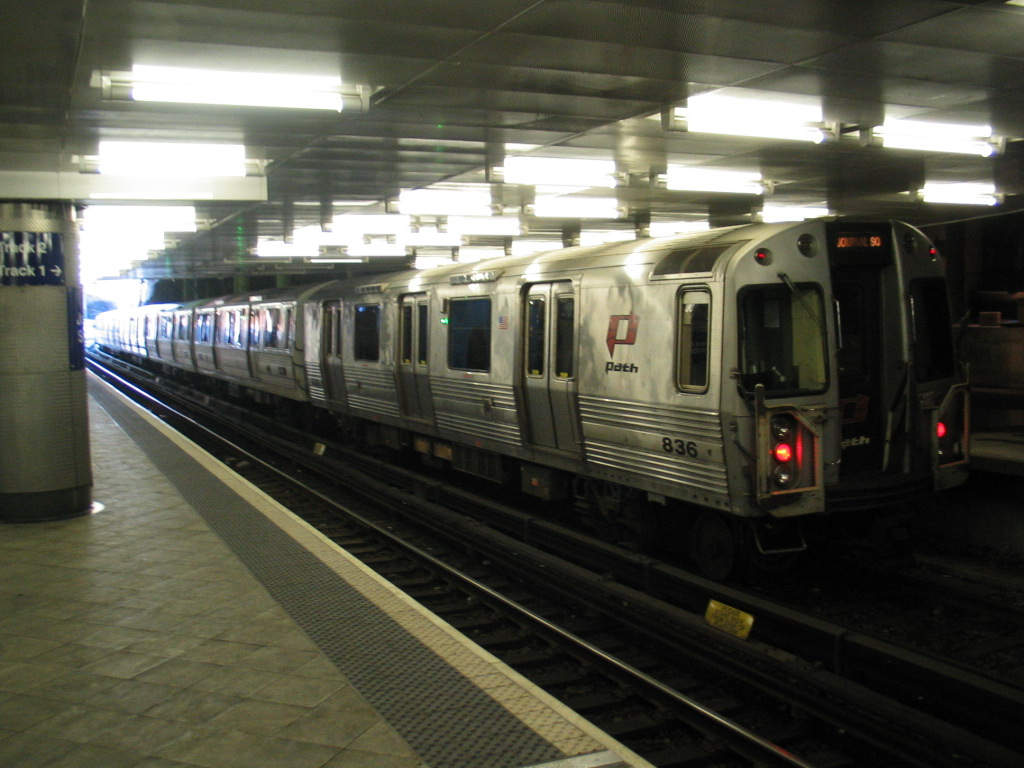
港湾公団ハドソン川横断公社 (PATH)は、ハドソン川の下流にあるマンハッタンと都市圏内のニュージャージー北部を結んでいる。

ニューヨーク都市圏は、基本的にニューヨークへ通勤する人が多いエリアを領域としている。通勤列車にはアムトラックと3つの主要な鉄道がある。
メトロノース鉄道 (MNRR) は、2012年時点でアメリカで最も忙しい通勤列車であり、コネチカット交通局やニュージャージー・トランジットと共に、ニューヨーク市周辺の交通機関を管理する州の機関であるメトロポリタン・トランスポーテーション・オーソリティー (MTA) によって運営される。この鉄道の主なターミナル駅にグランド・セントラル駅がある。ポート・ジャービス線及びパスカック・バレー線は、ホーボーケンにあるホーボーケン駅で終点となる。通勤者は、セカーカス・ジャンクション駅でペンシルバニア駅行きのニュージャージー・トランジットに乗り換えるか、またはホーボーケン駅でPATHに乗り換えてマンハッタンに向かうこともできる。
ロングアイランド鉄道 (LIRR) は、アメリカで2番目に忙しい通勤列車であり、MTAにより運営される。鉄道は、ミッドタウンのペンシルバニア駅、ダウンタウン・ブルックリンのアトランティック駅の2つの主要ターミナルを持つ。また、小さいターミナル駅にロングアイランド・シティ駅、主要乗り換え駅にクイーンズのジャマイカ駅がある。
ニュージャージー・トランジット (NJT) は、輸送量でアメリカで3番目に忙しい通勤列車である。ニュージャージー州の機関であるニュージャージー・トランジット・コーポレーションによって運営される
。メトロノース鉄道やアムトラックと連携している。路線地図は、こちら で見られる。ニュージャージー・トランジットには、マンハッタンのペンシルバニア駅、ホーボーケン駅、ニューアーク・ペンシルバニア駅の主要ターミナル駅や、ニュージャージー州、ハドソン郡にある主要乗り換え駅がある。他にもこの鉄道はまた、ハドソン郡を通るハドソン＝バーゲン・ライトレールや、ニューアーク市地下鉄、及びトレントンから南ニュージャージーのカムデンまでコンレール・シェアード・アセッツ・オペレーションに沿って走るリバーラインを運営している。
アムトラックの北東回廊は、フィラデルフィア、ニューヘイブンと他の地点の間、さらにボストンとワシントンD.C.を含む区間を、ニューヨーク、ニュージャージー両州の機関であるニューヨーク・ニュージャージー港湾公社が管理し、PATHシステムが運営している。このヘビー・レールの路線は、ニューヨークのマンハッタンとニュージャージーのハドソン郡、エセックス郡を結んでいる。路線地図は、こちら で見られる。
都市圏内の主要な駅：
| 駅名                             | 鉄道                     | 州 | 郡             | 種類           |
| -------------------------------- | ------------------------ | -- | -------------- | -------------- |
| ペンシルベニア駅 (ニューヨーク)  | アムトラック、LIRR、NJT  | NY | ニューヨーク   | 終着駅・乗換駅 |
| グランド・セントラル駅           | MNRR                     | NY | ニューヨーク   | 終着駅         |
| ペンシルベニア駅 (ニューアーク)  | アムトラック、NJT、PATH  | NJ | エセックス     | 終着駅・乗換駅 |
| ホーボーケン駅                   | NJT、MNRR、PATH          | NJ | ハドソン       | 終着駅         |
| アトランティック駅               | LIRR                     | NY | キングス       | 終着駅         |
| ハンターズポイント・アベニュー駅 | LIRR                     | NY | クイーンズ     | 終着駅         |
| ジャマイカ駅                     | LIRR                     | NY | クイーンズ     | 終着駅・乗換駅 |
| セコーカス・ジャンクション駅     | NJT、MNRR                | NJ | ハドソン       | 乗換駅         |
| ニューヘイブン・ユニオン駅       | アムトラック、MNRR、SLE  | CT | ニューヘイブン | 終着駅・乗換駅 |
| トレントン駅                     | アムトラック、NJT、SEPTA | NJ | マーサー       | 終着駅・乗換駅 |

次の表は、ニューヨーク都市圏の通勤列車の一覧である。ニュージャージー・トランジットは、フィラデルフィア都市圏の路線も運営している。大西洋から左回りの順で示している。
| 路線または支線                                               | 鉄道                                       | 郡                                                                                 |
| ------------------------------------------------------------ | ------------------------------------------ | ---------------------------------------------------------------------------------- |
| ファー・ロッカウェイ                                         | LIRR                                       | キングス、クイーンズ、ナッソー                                                     |
| ロングビーチ                                                 | LIRR                                       | ナッソー                                                                           |
| モントーク                                                   | LIRR                                       | サフォーク                                                                         |
| バビロン                                                     | LIRR                                       | ナッソー、サフォーク                                                               |
| ウェスト・ヘンプステード                                     | LIRR                                       | キングス (平日)、クイーンズ、ナッソー                                              |
| ヘンプステード                                               | LIRR                                       | キングス、クイーンズ、ナッソー                                                     |
| ロンコンコマ (本線)                                          | LIRR                                       | ナッソー、サフォーク                                                               |
| ポート・ジェファーソン                                       | LIRR                                       | ナッソー、サフォーク                                                               |
| オイスターベイ                                               | LIRR                                       | ナッソー                                                                           |
| ポート・ワシントン                                           | LIRR                                       | クイーンズ、ナッソー                                                               |
| ニューヘイブン                                               | MNRR、ショアライン・イースト、アムトラック | ウェストチェスター、フェアフィールド、ニューヘイブン                               |
| ハーレム                                                     | MNRR                                       | ニューヨーク、ブロンクス、ウェストチェスター、パットナム、ダッチェス               |
| ハドソン                                                     | MNRR、アムトラック                         | ブロンクス、ウェストチェスター、パットナム、ダッチェス                             |
| パスカック・バレー線                                         | MNRR、NJT                                  | ハドソン、バーゲン、パセーイク、ロックランド、オレンジ                             |
| ポート・ジャービス線 / 本線 / バーゲン・カウンティ           | MNRR、NJT                                  | ハドソン、バーゲン、パセーイク、ロックランド、オレンジ                             |
| マウントクリア・ホーンタン                                   | NJT                                        | ニューヨーク、ハドソン、エセックス、パセーイク、モリス、ウォーレン                 |
| モーリス&エセックス (モーリスタウン線とグラッドストーン支線) | NJT                                        | ニューヨーク、ハドソン、エセックス、ユニオン、モリス、サマセット、ウォーレン       |
| ラリタン・バレー線                                           | NJT                                        | ハドソン、エセックス、ユニオン、ミドルセックス、サマセット、ハンタードン           |
| ノースイースト・コリドーとプリンストン支線                   | NJT、アムトラック                          | ニューヨーク、ハドソン、エセックス、ユニオン、ミドルセックス、マーサー             |
| ノース・ジャージー・コースト線                               | NJT                                        | ニューヨーク、ハドソン、エセックス、ユニオン、ミドルセックス, モンマス、オーシャン |

### 主なハイウェイ

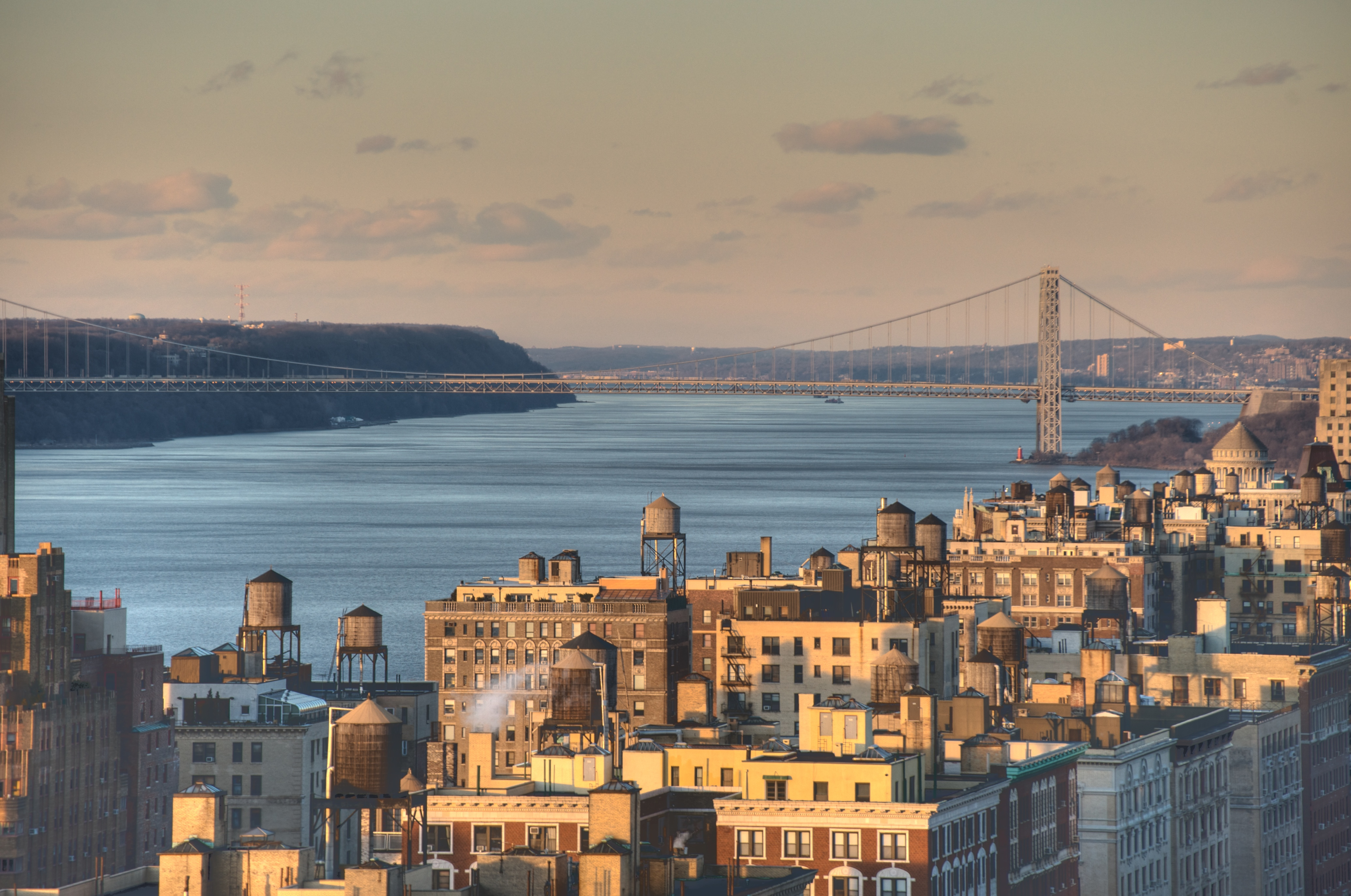
アッパー・マンハッタンのワシントン・ハイツからハドソン川を横切り、バーゲン郡のフォートリーと結ぶジョージ・ワシントン・ブリッジは、世界で最も交通量の多い自動車橋である。州間高速道路1号線と国道1/9号線は、ハドソン川と交差し、ニューヨーク州へ続いているが、完全にニュージャージー州内にある国道46号線は、ニュージャージー州とニューヨーク州の境界にあたる橋の途中で終点となっている。

次は都市圏の主なハイウェイ：

#### 州間高速道路

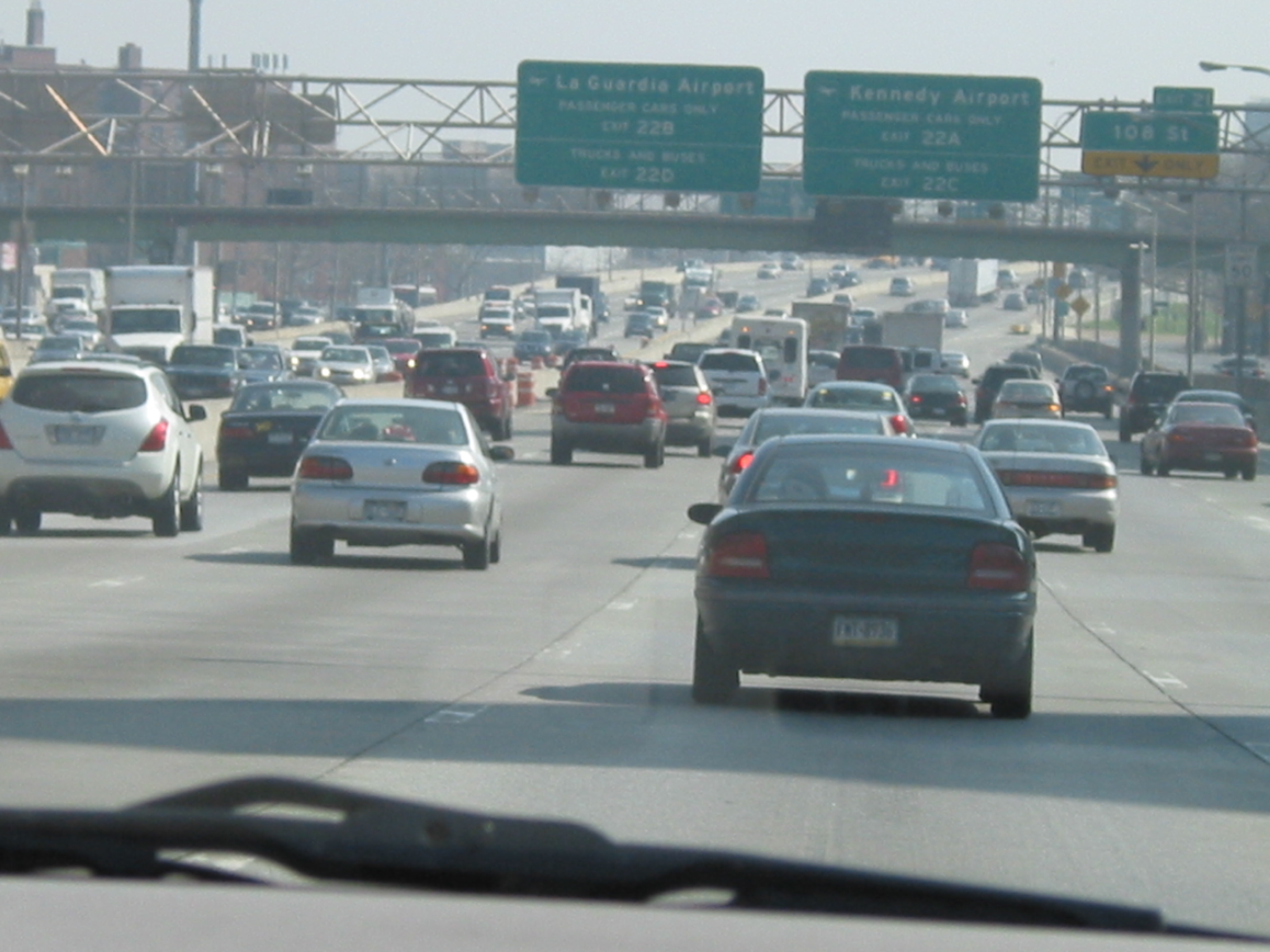
クイーンズ区のコロナ地区を通るロングアイランド・エクスプレスウェイ (I-495)の東行き。

- 州間高速道路78号線
- 州間高速道路80号線
- 州間高速道路84号線
- 州間高速道路87号線
- 州間高速道路95号線
- 州間高速道路195号線
- 州間高速道路278号線 — ニューヨーク市の南部環状線にもなっている。
- 州間高速道路280号線
- 州間高速道路287号線 — ニューヨーク市の北部環状線にもなっている。
- 州間高速道路295号線 (ニューヨーク州)
- 州間高速道路478号線
- 州間高速道路495号線 — ロングアイランド・エクスプレスウェイ、またはLIE（Long Island Expressway）としても知られる。
- 州間高速道路678号線
- 州間高速道路684号線
- 州間高速道路895号線

#### アメリカ国道
- 国道1号線
- 国道9号線
- 国道22号線
- 国道46号線

#### 州道
- ニュージャージー州道3号線
- ニュージャージー州道4号線
- ニューヨーク州道9A号線
- ニュージャージー州道17号線
- ニュージャージー州道21号線
- ニュージャージー州道24号線
- ニュージャージー州道25号線
- ニュージャージー州道27号線
- ニュージャージー州道139号線
- ニュージャージー州道208号線
- ニュージャージー / ニューヨーク州道440号線
- ニュージャージー州道495号線

#### 他の主要な道路

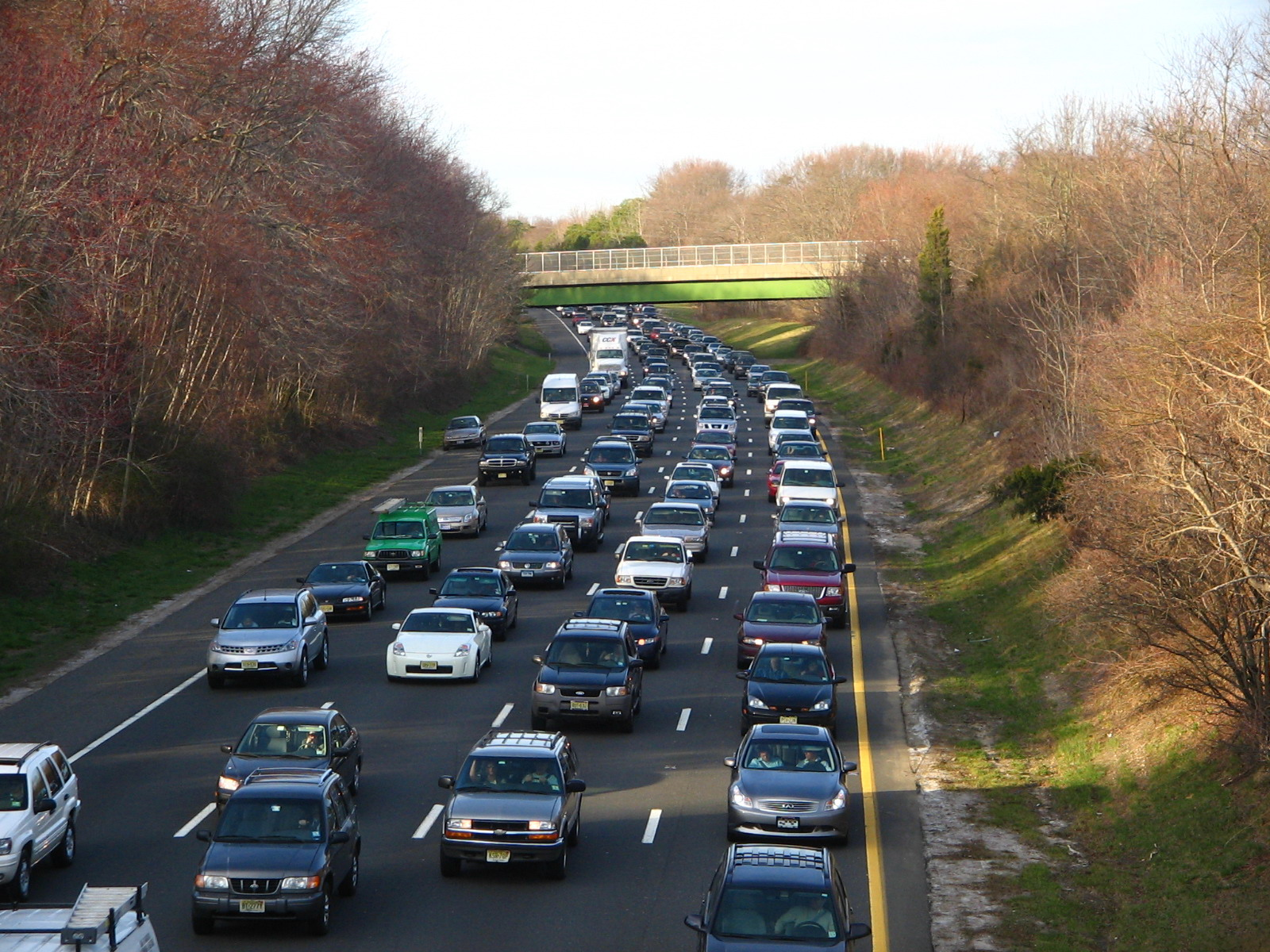
ニュージャージー州、モンマス郡、ウォール・タウンシップのガーデン・ステート・パークウェイで起きた渋滞。

これらの道路のうちいくつかは、数字の割り当てられた道路の一部である。
- ベルト・パークウェイ
- ブロンクス・リバー・パークウェイ
- フランクリン・D・ルーズベルト・ドライブ (FDRドライブとも呼ばれる)
- ガーデン・ステート・パークウェイ
- グランド・セントラル・パークウェイ
- ハーレム・リバー・ドライブ
- ヘンリー・ハドソン・パークウェイ
- ハッチンソン・リバー・パークウェイ
- メリット・パークウェイ
- ニュージャージー・ターンパイク (I-95の一部)
- ニューヨーク州スルーウェイ (I-87の一部)
- ノーザン・ステート・パークウェイ
- パリセード・インターステート・パークウェイ
- ソウ・ミル・リバー・パークウェイ
- スプレイン・ブルック・パークウェイ
- タコニック・ステート・パークウェイ

#### 橋とトンネル

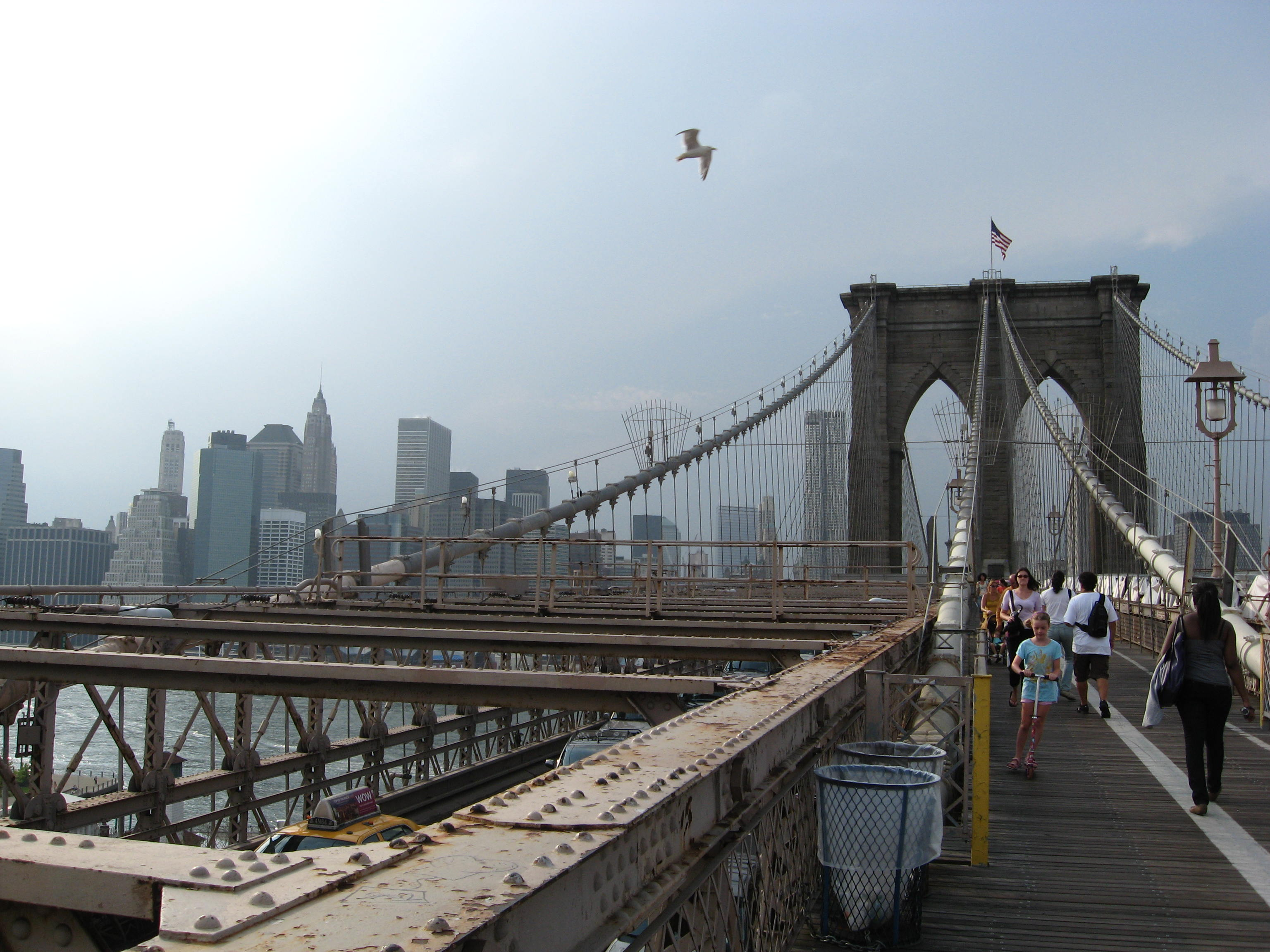
ブルックリン橋

ヴェラザノ・ナローズ・ブリッジは、世界最長の吊り橋の1つであり、ザ・ナローズと交差してブルックリンとスタテンアイランドを結んでいる。

- ベイヨン橋（NY 440とNJ 440の一部）は、より高さのあるコンテナ船がニューヨーク及びニュージャージー北部の港へアクセスするため、橋の下を通過することを想定し、高さを64フィートから215フィートに上げる、10億ドルのプロジェクトが計画されている[72]。
- ブロンクス＝ホワイトストーン橋（I-678の一部）
- ブルックリン＝バッテリー・トンネル（I-478の一部）
- ブルックリン橋はニューヨーク市にあり、アメリカ合衆国国立公園局によって、1964年1月29日にアメリカ合衆国国定歴史建造物に指定された[73]。
- ドリスコル橋（ガーデン・ステート・パークウェイの一部）は、15車線と6つの路肩を有する、世界で最も車線数が多い橋であり[74]、最も交通量が多い橋の1つでもある。
- エド・コッチ・クイーンズボロ橋（NY 25の一部）
- ジョージ・ワシントン橋（I-95とUS 1-9/46の一部）は、世界で最も交通量の多い橋であり[75]、14車線を有する車線の多い橋の1つでもある[74]。
- ゴーサルズ橋（I-278の一部）
- ホランド・トンネル（I-78の一部）
- リンカーン・トンネル（国道495号線の一部）
- マンハッタン橋は、マンハッタンのチャイナタウンとブルックリンを結び、車に加えニューヨーク市地下鉄の    系統が通っている。
- アウターブリッジ・クロッシング（NY 440とNJ 440の一部）
- クイーンズ＝ミッドタウン・トンネル（I-495の一部）
- ロバート・F・ケネディ橋（I-278の一部）は、トライボロー橋としても知られる。
- タッパン・ジー橋（I-87、I-287、ニューヨーク州スルーウェイの一部）[76]
- スロッグスネック橋（I-295の一部）
- ヴェラザノ・ナローズ橋（I-278の一部）はアメリカ最長の吊り橋であり、世界でも有数の長さである[71][77]。
- ウィリアムズバーグ橋は、車に加えニューヨーク市地下鉄の   系統が通っている。

### 通勤バス
ニュージャージー・トランジット、アカデミー・バス、コーチUSA、スパニッシュ・トランスポーテーションなどのバス会社は、マンハッタンにあるポート・オーソリティ・バスターミナルへの通勤バスを運営しており、ニュージャージー州内のバス路線もある。また、ニューヨークとコネチカットの両州でも運営され、たいてい地下鉄駅や鉄道駅が終点となっている。

### 主な空港

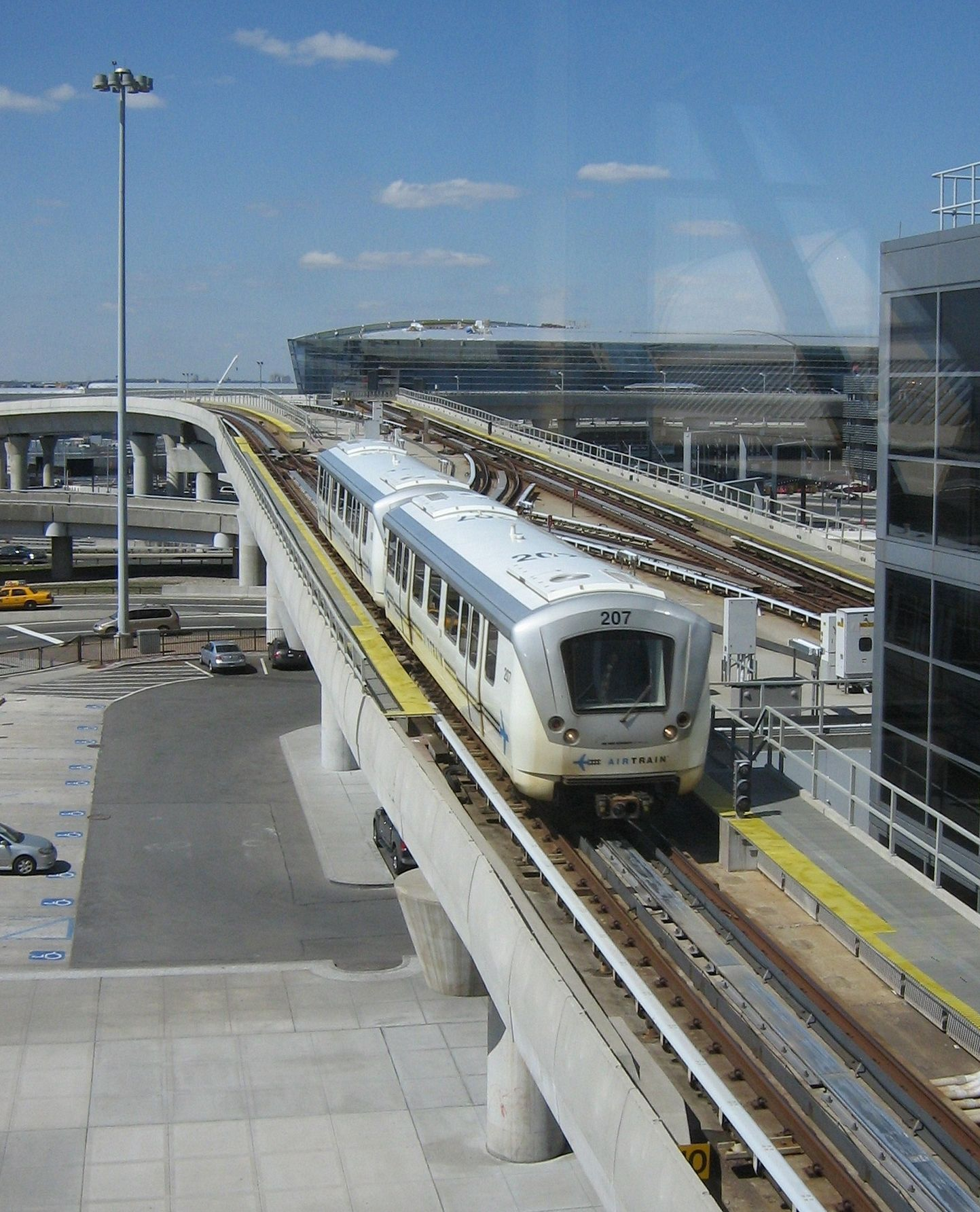
ジャマイカのジョン・F・ケネディ国際空港内を走るエアトレイン

ニューヨーク都市圏の上空は、全米で最も交通量が多い — 3つの主要空港があり、毎年1億人以上の乗客が利用する。
| 空港                           | IATA コード | ICAOコード | 郡                    | 州               |
| ------------------------------ | ----------- | ---------- | --------------------- | ---------------- |
| ジョン・F・ケネディ国際空港    | JFK         | KJFK       | クイーンズ            | ニューヨーク     |
| ニューアーク・リバティ国際空港 | EWR         | KEWR       | エセックス / ユニオン | ニュージャージー |
| ラガーディア空港               | LGA         | KLGA       | クイーンズ            | ニューヨーク     |

次の空港は規模は小さいが、都市圏内にあり、毎日定期便を運行している：
| 空港                               | IATA コード | ICAOコード | 郡                 | 州             |
| ---------------------------------- | ----------- | ---------- | ------------------ | -------------- |
| ロングアイランド・マッカーサー空港 | ISP         | KISP       | サフォーク         | ニューヨーク   |
| スチュワート国際空港               | SWF         | KSWF       | オレンジ           | ニューヨーク   |
| ツイード・ニューヘイブン地方空港   | HVN         | KHVN       | ニューヘイブン     | コネチカット州 |
| ウェストチェスター・カウンティ空港 | HPN         | KHPN       | ウェストチェスター | ニューヨーク   |

#### 通勤者の交通手段
2010年のアメリカ地域調査によれば、通勤者の54.3%（5,476,169人）は自家用車、7.0%（708,788人）はカープール、27.0%（2,721,372人）は公共交通機関、5.5%（558,434人）が徒歩、2.0%（200,448人）は自転車などで通勤している。

## 歴史

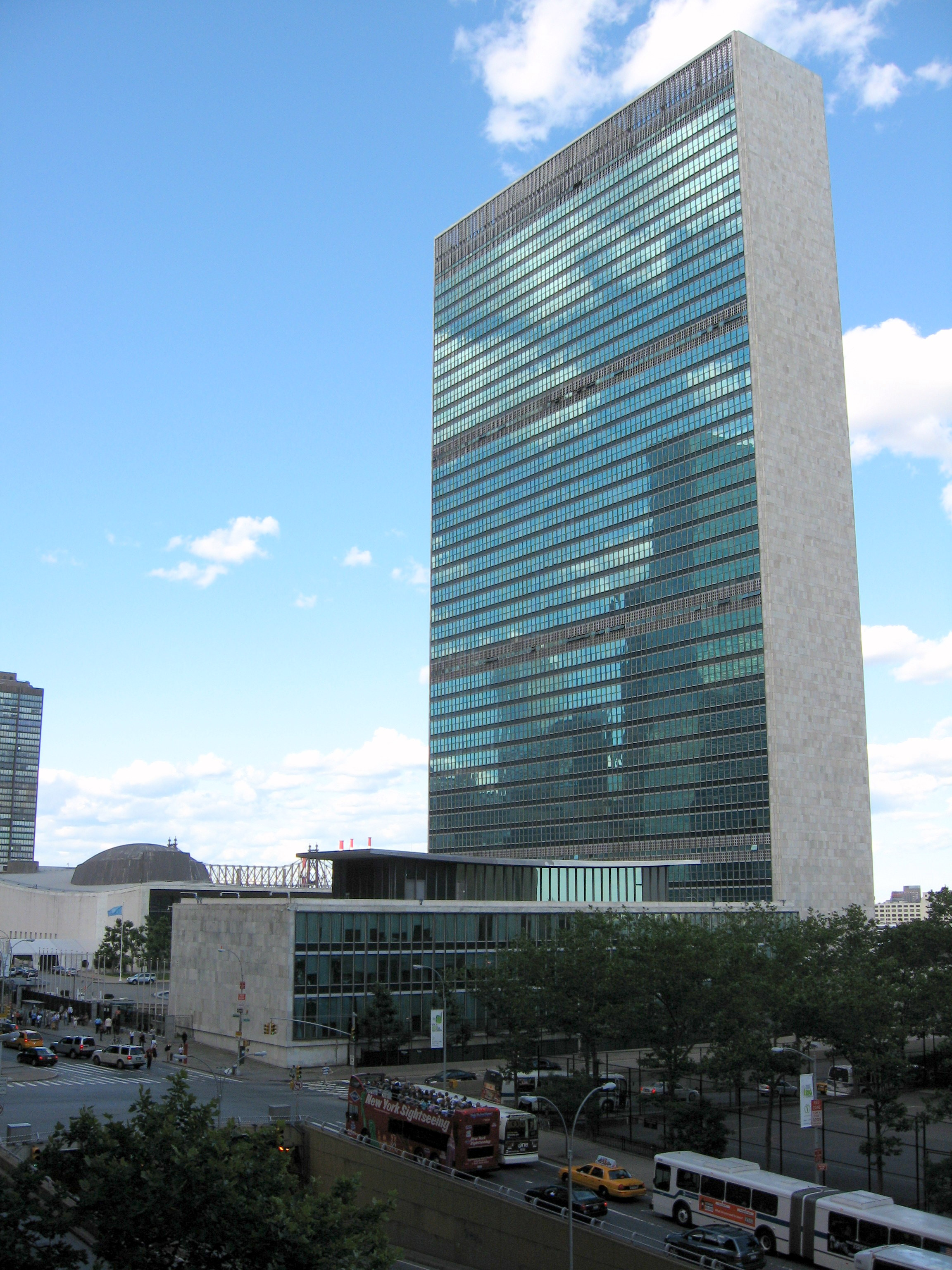
マンハッタンのミッドタウンにある国際連合本部。

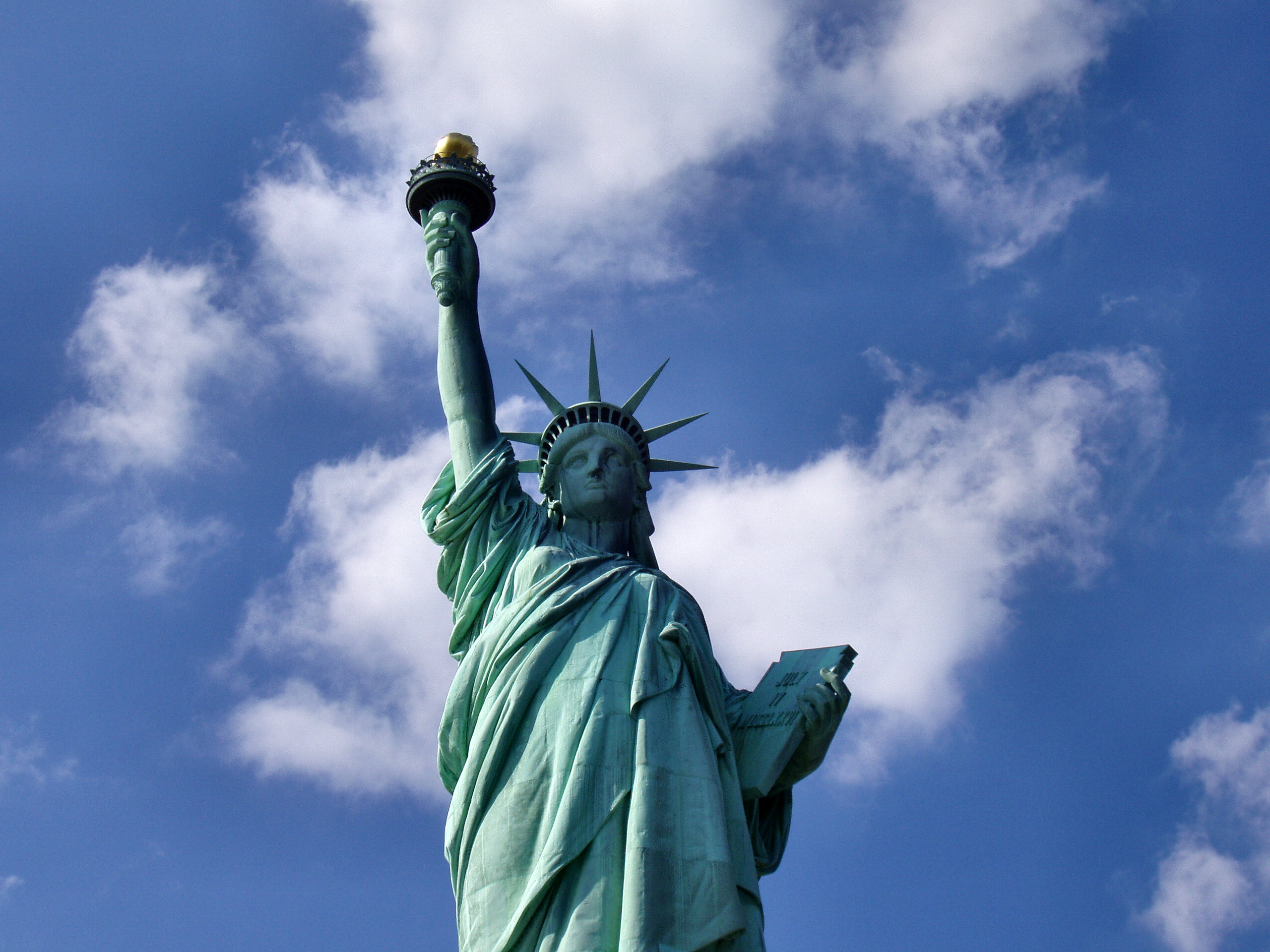
ニューヨーク湾に浮かぶリバティ島にある自由の女神像は、アメリカの自由と民主主義を象徴している。

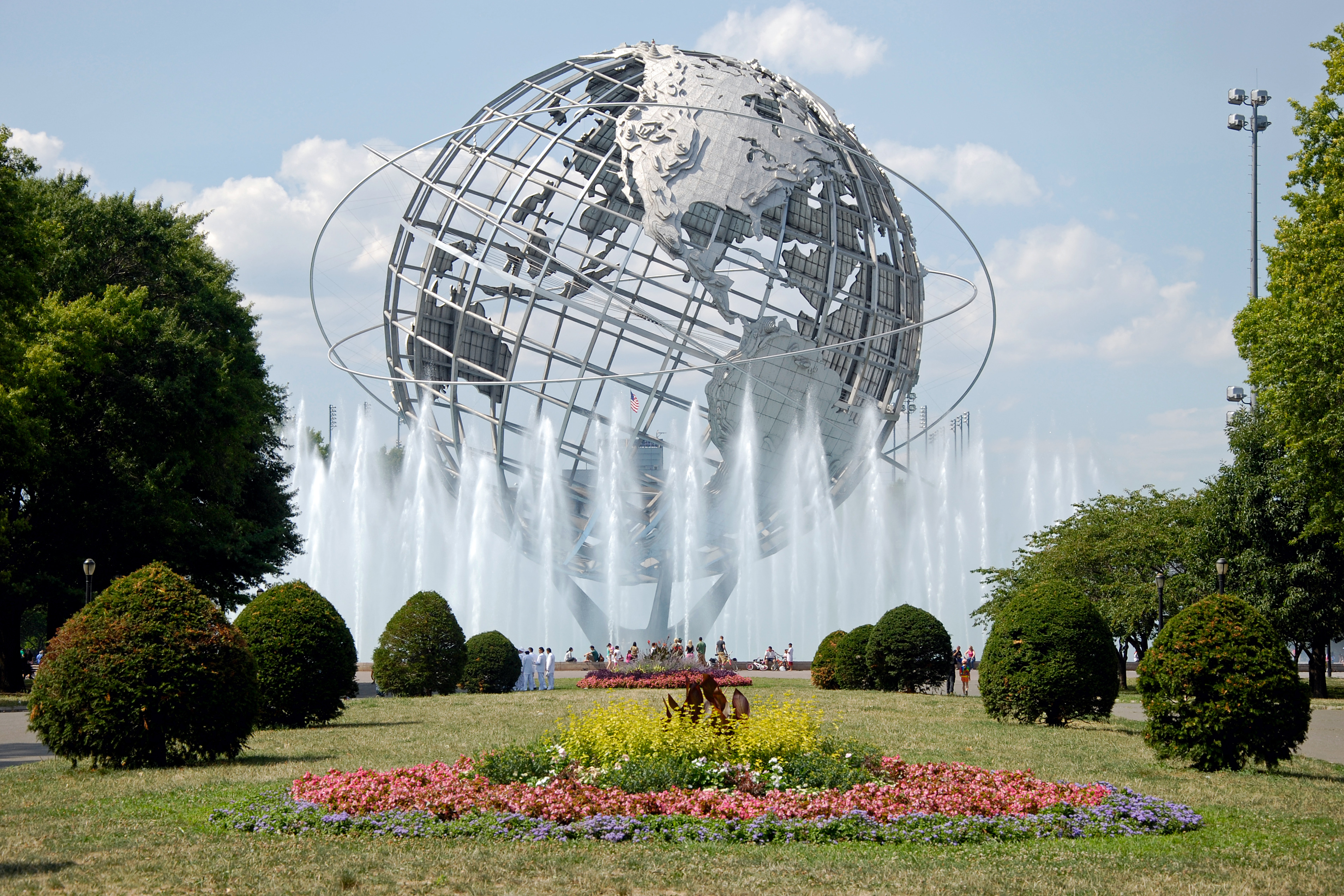
クイーンズにあるフラッシング・メドウズ・コロナ・パークのユニスフィア。クイーンズは、最も民族的に多様なアメリカ国内の郡及びニューヨークの行政区である。

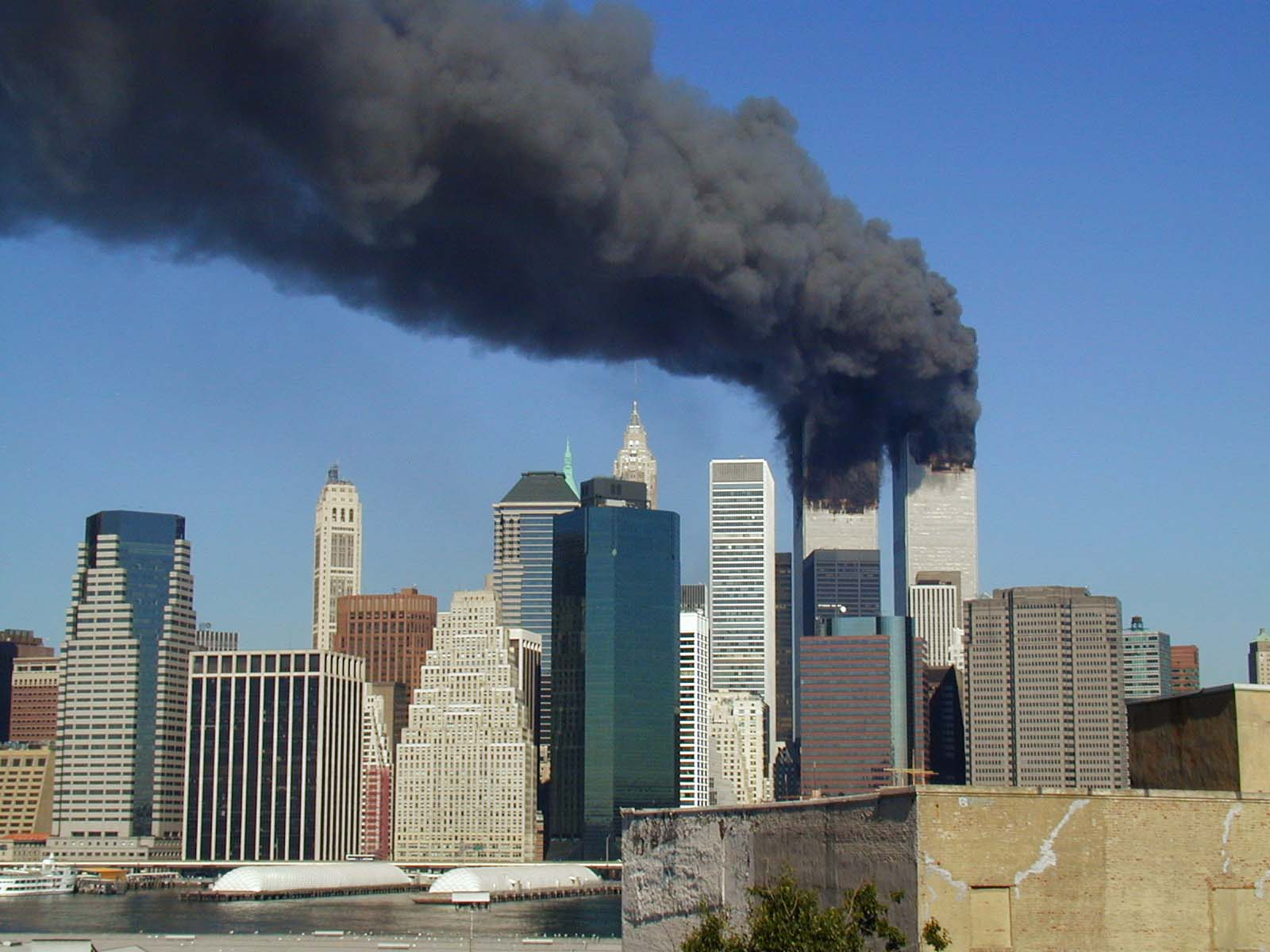
2001年9月11日に撮影した燃える旧ワールド・トレード・センター。ほぼ3,000人が死亡し、後に建物は崩壊した。犠牲者の多くは、市の郊外に住んでいた。

ウィスコンシン氷期の間、この地域は、深さ1,000メートル以上の氷河の端にあった。氷河は、固い岩を残して遠くへ大量の土砂を運んだ。また氷河は、ロングアイランドとスタテンアイランドが2つに分かれる原因ともなった。
この地域には、レナペ族のようなアメリカ先住民が居住していた。この種族は、地域の豊かな水路を、漁や通商など多くの目的に使用していた。その後、ヘンリー・ハドソンがここを訪れ、1626年に彼を含むオランダ入植者によってニューアムステルダムと改名され、ロウアー・マンハッタンに居留区を建設した。1664年、イングランドに支配権がうつり、チャールズ2世が兄弟であるヨーク公にこの領地を与えて、「ニューヨーク」に再び改名される。
毛皮交易が北へ拡大し、ニューヨークはその貿易ハブとなる。貿易では、アフリカ人、ユダヤ人、ポルトガル人などの民族が通商をしていた。マンハッタン島は、ニューヨーク湾（ハドソン川の延長で、より標高が低いため浸水している）、ハドソン川及びイースト川（事実上海峡）によって驚くべき自然港湾を形成しており、それらの全ては島の南端で合流している。ニューヨーク市の開発は、ここから広がっている。アメリカ独立戦争時、ニューヨークは戦争のための重要な地域であった。ロングアイランドの戦い、ニューヨークの戦いのような多くの戦いがここで行われている。しかしながら、ニューヨーク市は1783年に戦争が終結するまで、英国人の手に残っていた。ニューヨークは1785年から1790年まで、アメリカの首都として機能している。その後はフィラデルフィアに移った。1790年以来、ニューヨーク市は国内最大の都市である。1792年、商人のグループによってすずかけ協定ができ、現在のロウアー・マンハッタンにあるニューヨーク証券取引所の前身となった。今日では、ニューヨークの重要な場所の1つとなっている。
19世紀後半から20世紀前半にかけて船でアメリカへ運ばれた、アメリカの自由と民主主義のシンボルであるニューヨーク湾の自由の女神像は、何百万もの移民を迎えている。ニューヨークへの大規模な移住は、人材を多く受け入れた結果である。町のコスモポリタニズムな姿勢は、様々な文化と民族に対する寛容をつくっている。ドイツ、アイルランド及びイタリアの移民は、最大の民族の1つであった。今日でも、彼らの子孫の多くはニューヨークに住み続けている。また、メトロポリタン美術館、メトロポリタン・オペラ、アメリカ自然史博物館のような施設も建造された。メディア王であるジェームズ・ゴードン・ベネット、ジョーゼフ・ピューリツァー、ウィリアム・ランドルフ・ハーストらがより多くの読者数を獲得するために努力し、ニューヨークの新聞は国中で読まれていた。1884年には、輸出品の70%以上がニューヨークやその近辺の港のうち1つを通過している。1898年には、マンハッタンと周囲の自治体が合併し、5つの行政区 — マンハッタン、ブルックリン、ブロンクス、クイーンズ及びスタテンアイランド — となった。
一体化したニューヨーク市は、行政区間のより多くの接続及びベッドタウンの発展を奨励した。後に市によって引き継がれることになるニューヨーク市地下鉄は、当時私立のシステムとして、1905年に開業した。グランド・セントラル駅やペンシルベニア駅のような駅は、郊外の地域の発展に追い打ちをかけた。アルコールが全国的に禁止された禁酒令時代には、高い需要のあった密造酒を犯罪組織が販売した。劇場街のブロードウェイは、ミュージカルやショーボートで発展した。
世界恐慌では、広範囲に失業率が高まり、貧困な時代が始まった。当時ニューヨーク市都市建設担当のロバート・モーゼスは、自動車道としてパークウェイや後のエクスプレスウェイ（高速道路）の建設計画を策定しており、
第二次世界大戦中には、ドイツのUボートが行った封鎖により経済に影響を及ぼした。また、ヨーロッパへの船の航行も制限された。
1950年に人口は最高峰に達し、その後は郊外に流出していった。結果、ホワイト・フライトが起こった。産業や通商の面においても、他の都市へ企業が移っていった。また、町への犯罪の影響も大きかった。都市の再開発計画は、ミッドタウンである程度まで腐食を緩和したが、その後失敗している。1965年北アメリカ大停電や1977年ニューヨーク大停電では、大規模な暴動が発生した。まれな出来事として、旧ワールド・トレード・センターが完成した。この建物は当時、世界で最も高かった。
1980年代、都市の経済は急激に活気づいた。ウォール街は、不動産市場の経済の急上昇に大きな影響を与えていた。これにもかかわらず、犯罪問題は続いていた。しかし、1990年代が始まると、犯罪は減少していった。
2001年9月11日、2機の航空機が旧ワールド・トレード・センターに激突し、WTCが崩壊するアメリカ同時多発テロが発生する。この大事件で、ほぼ3,000人に近い犠牲者を出し、多くのビジネスがロウアー・マンハッタンから流出していった。2003年には北アメリカ大停電が発生し、略奪事件が発生した。町の建築ブームは、不景気により遅れも出ているが、未だに続いている。

### 統計史
米国国勢調査局によって、初めて標準都市圏地域 (SMA) として統計されたのは1950年である。このとき、「ニューヨーク＝北東ニュージャージー都市圏」の領域には、17の郡を含むとされていた。このうち9郡（ニューヨーク市の5つの行政区、ナッソー、サフォーク、ウェストチェスター、ロックランド）はニューヨーク州に、8郡（バーゲン、ハドソン、パセーイク、エセックス、ユニオン、モーリス、サマーセット、ミドルセックス）はニュージャージー州にある。
1960年には、都市圏の基準が改正され、大都市統計地域 (SMSA) に改名された。基準改正に伴い、以前までの都市圏の領域は分割された。ニューヨーク州の9郡は「ニューヨークSMSA」に、ニュージャージー州の3郡（エセックス、ユニオン、モーリス）は「ニューアークSMSA」に、2郡（バーゲン、パセーイク）は「ペターソン＝パセーイク＝クリフトンSMSA」に、ハドソン郡は「ジャージー・シティSMSA」になった。また、ミドルセックスとサマーセットの2郡は、首都圏から外された。
1973年には、都市圏の基準が再び改正された。これに伴いナッソーとサフォークの2郡は「ナッソー＝サフォークSMSA」として独自のSMSAとなり、バーゲン郡（もともとはペターソン＝パセーイク＝クリフトンSMSAの一部）はニューヨークSMSAの一部となった。さらに、ニューヨークSMSAにはパットナム郡（以前は都市圏ではない）が、ニューアークSMSAにはサマーセット郡が加入し、2つのSMSA（「ニューブランズウィック＝パースアンボイ＝セイアーヴィルSMSA」（ミドルセックス郡）と「ロングブランチ＝アスベリー・パークSMSA」（モンマス郡））が誕生した。
1983年には、上記で解説しているCMSAの概念が初めて実施された。CMSAは、いくつかのPMSAから構成される。「ニューヨーク＝ニュージャージー北部＝ロングアイランドCMSA」は12のPMSAから構成される。1950年代のSMAを分割し、7つのPMSAが誕生した：ニューヨーク、バーゲン＝パセーイク、ジャージー・シティ、ミドルセックス＝サマーセット＝ハンタードン（ハンタードン郡は初めて都市圏となった）、モンマス＝オーシャン（オーシャン郡は初めて都市圏となった）、ナッソー＝サフォーク及びニューアーク（サセックスは初めて都市圏となった）。また、オレンジ・カウンティPMSA（以前はニューバーグ＝ミドルタウンPMSA）が追加された。他の4つのPMSA（ブリッジポート、スタンフォード、ノーウォーク、ダンベリー）は、以前もコネチカット州のSMSAだった。
1993年には、4つのPMSA（トレントン（マーサー郡）、ダッチェス・カウンティPMSA、ウォーターベリーPMSA、ニューヘイブンPMSA）がニューヨーク＝ニュージャージー北部＝ロングアイランドCMSAに加えられた。サセックス、ウォーレン、パイクの3郡もCMSAに加わった。CMSAは、2000年の国勢調査からデータ集計に用いられている。2003年には、さらに標準の新しいセットであるコアベース統計地域が確立され、2010年時点でも使用されている。CBSAは、古いCMSAに分割することになった：ニューヨーク＝ニュージャージー北部＝ロングアイランド、ポキプシー＝ニューバーグ＝ミドルタウン、トレントン＝エウィング、ブリッジポート＝スタンフォード＝ノーウォーク（ダンベリーを含む）、ニューヘイブン＝ミルフォード（ウォーターベリーを含む）。

## 文化と現代生活

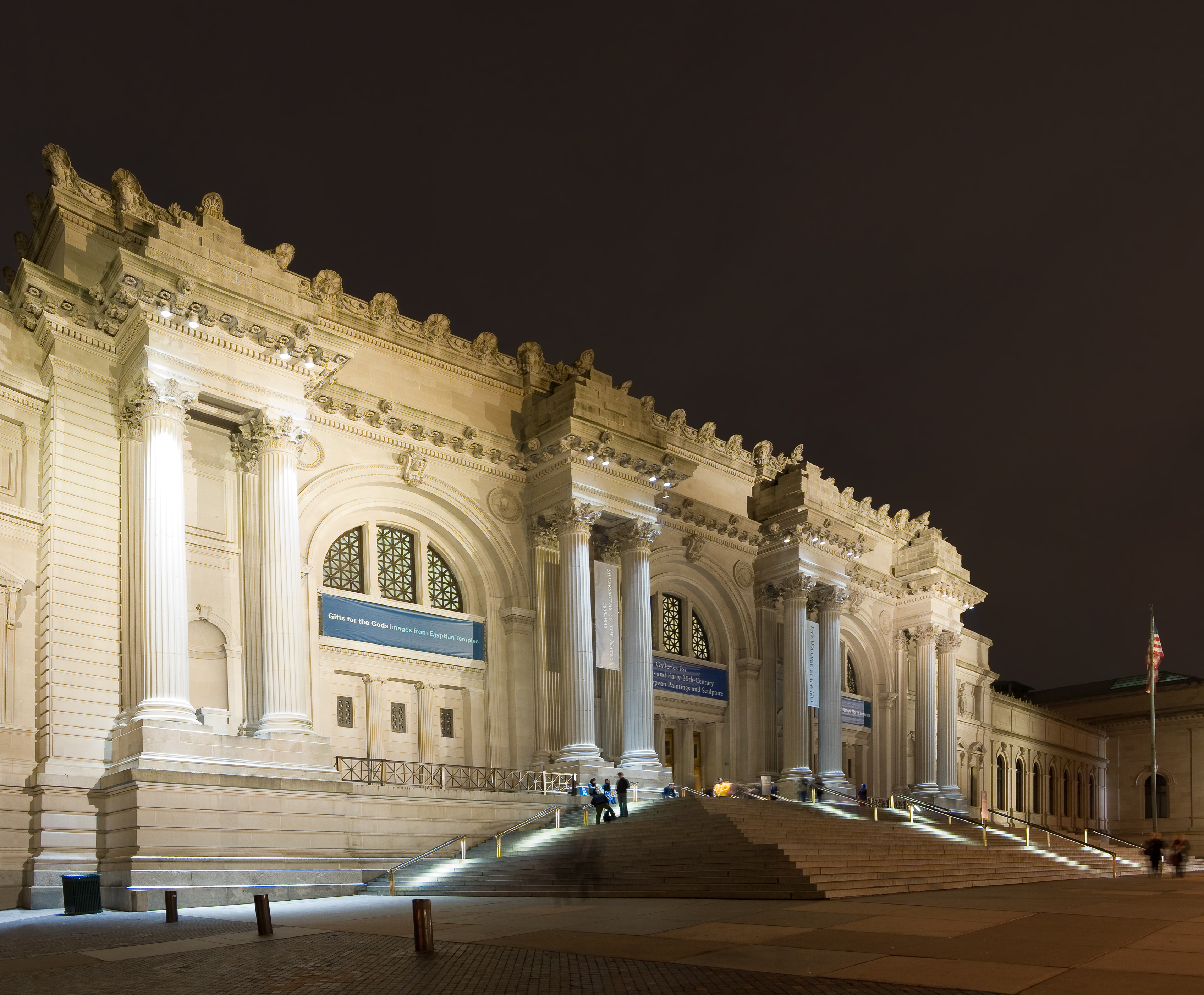
マンハッタンの地区、カーネギーヒルのミュージアム・マイルにあるミュージアムの1つであるメトロポリタン美術館は、世界最大のミュージアムの1つ。

ニューヨーク市は、アイスランド とラトビア の領事館、及びニューヨーク市内にあるバルーク校によって、世界の文化首都と評された。オーストラリア国立図書館でも展示されているように、ニューヨーク、世界の文化首都という本も出版されている。トム・ウルフは、「文化はちょうど天気の一部のように、空気中にあるように感じる」と引用した。
マンハッタンは、ニューヨーク都市圏の文化の中心にあるが、地域全体が年間を通じて国際的である著名な文化団体、芸術的な上演、民族的なイベントで溢れている。

### スポーツチーム
ニューヨーク市は、NFL、メジャーリーグベースボール、NBA、NHL の本拠地である。今まで世界で建てられた最も費用をかけられたスタジアム10のうち4つ（メットライフ・スタジアム、ヤンキー・スタジアム、マディソン・スクエア・ガーデン、シティ・フィールド）はニューヨーク都市圏内に存在する。

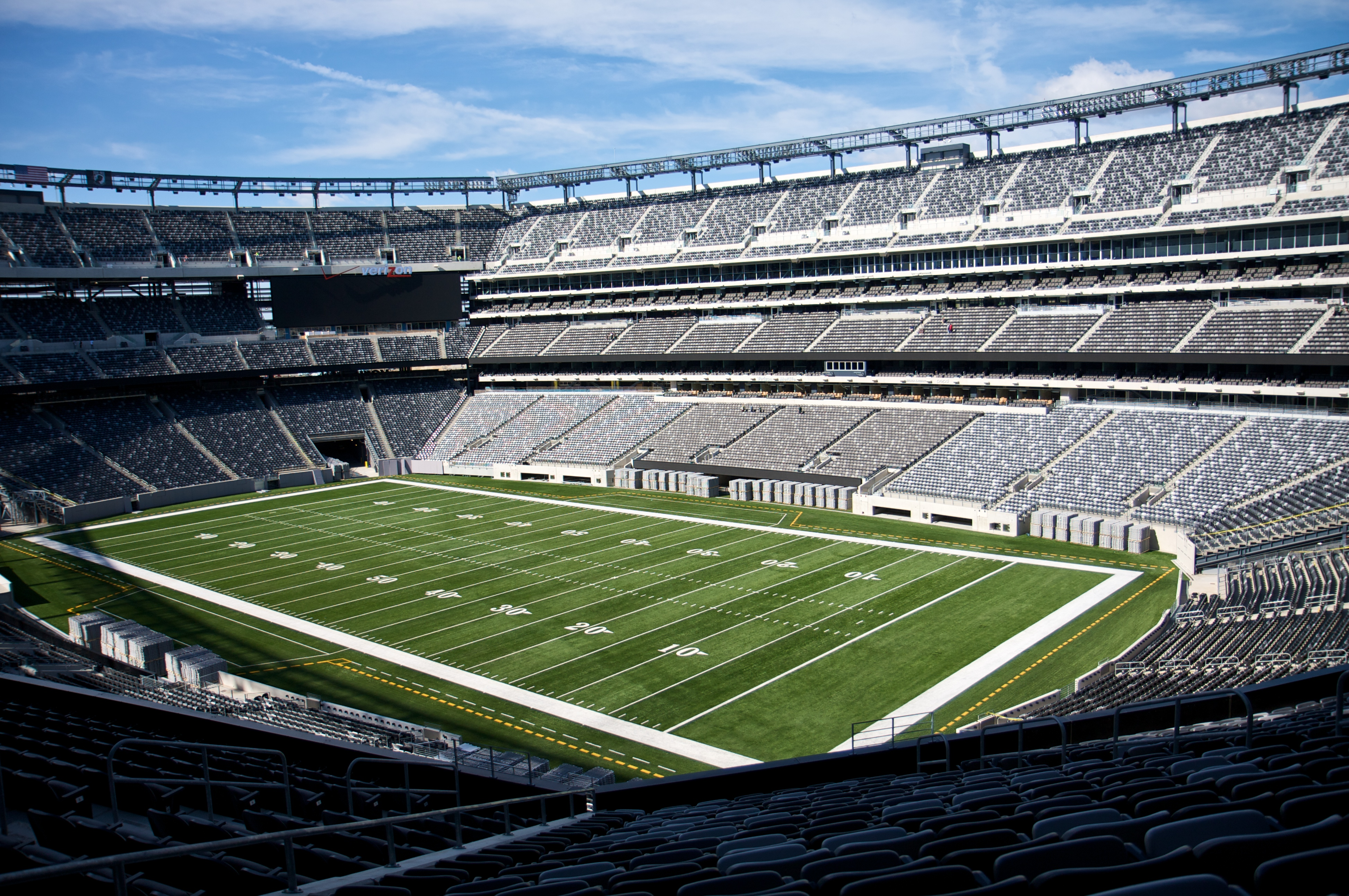
ニューヨーク・ジャイアンツとニューヨーク・ジェッツのホーム・スタジアムであるニュージャージー州、イーストラザフォードのメットライフ・スタジアムは、世界で最も建設費がかけられたスタジアムで、およそ16億ドル。

ニューヨーク都市圏のプロスポーツチームの一覧：
- NBA
  - ブルックリン・ネッツ
  - ニューヨーク・ニックス
- WNBA
  - ニューヨーク・リバティ
- メジャーリーグベースボール（MLB）
  - ニューヨーク・メッツ

- - ニューヨーク・ヤンキース

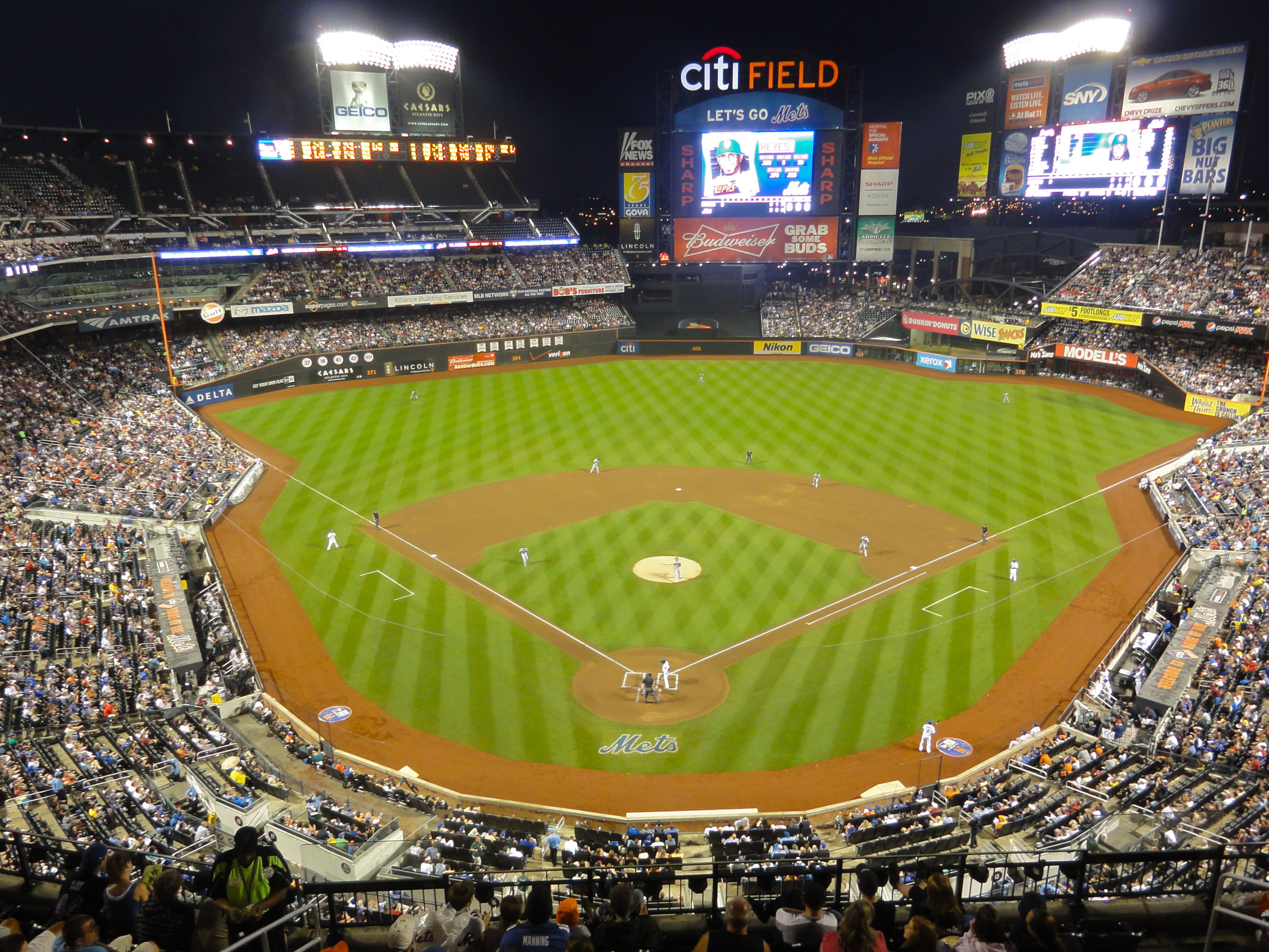
ニューヨーク・メッツのホーム・スタジアムであるフラッシングのシティ・フィールド。

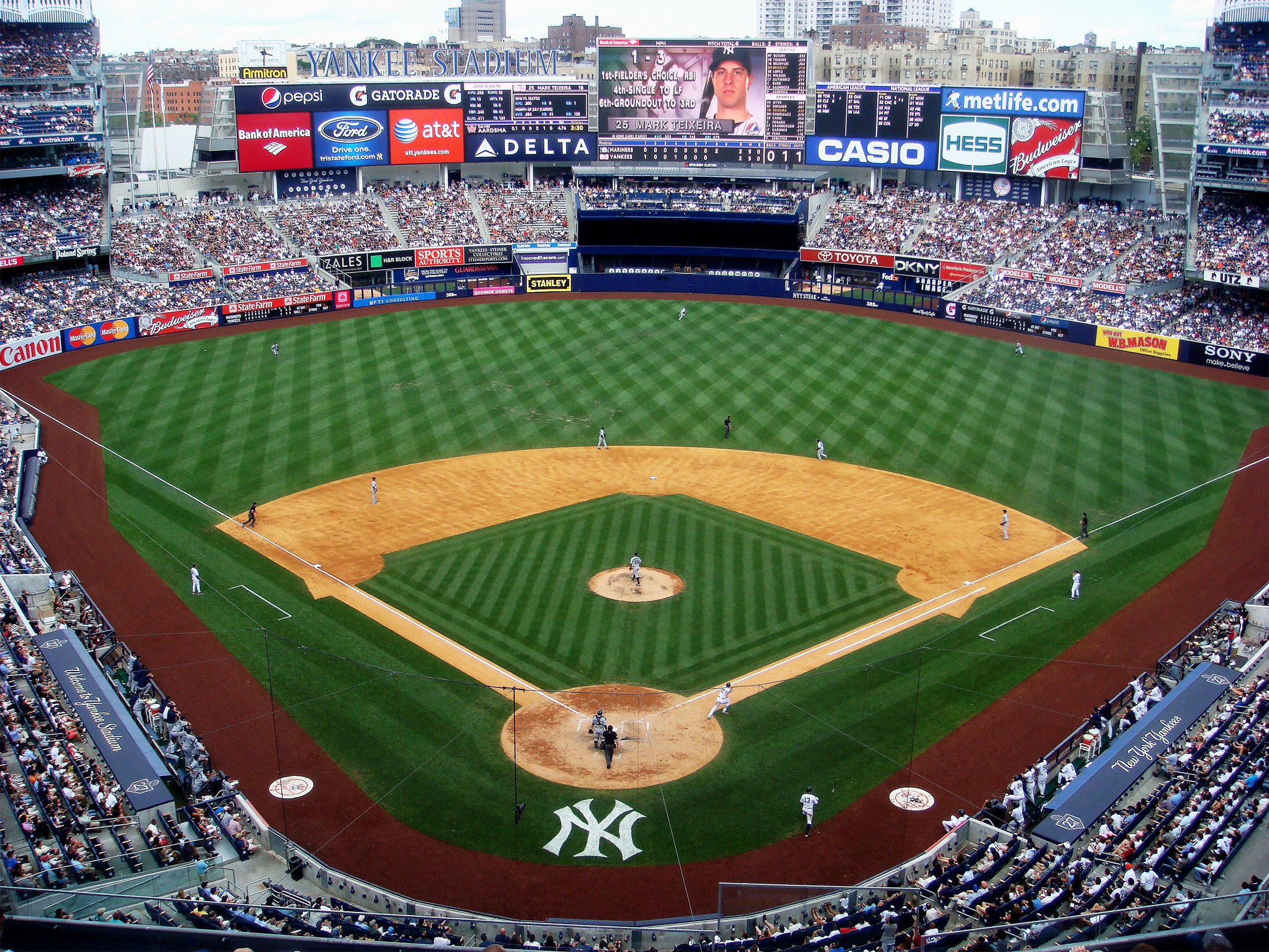
ニューヨーク・ヤンキースのホーム・スタジアムであるサウス・ブロンクスのヤンキー・スタジアム。

- マイナーリーグ・バスケットボール（MiLB）
  - イースタン・リーグ（AA）
    - トレントン・サンダー（ヤンキース）

  - サウスアトランティック・リーグ（A）
    - レイクウッド・ブルー・クラウズ（フィリーズ）

  - ニューヨーク・ペンリーグ（SS）
    - ブルックリン・サイクロンズ（メッツ）
    - ハドソンバレー・レネゲイドス（レイズ）
    - スタテンアイランド・ヤンキース（ヤンキース）

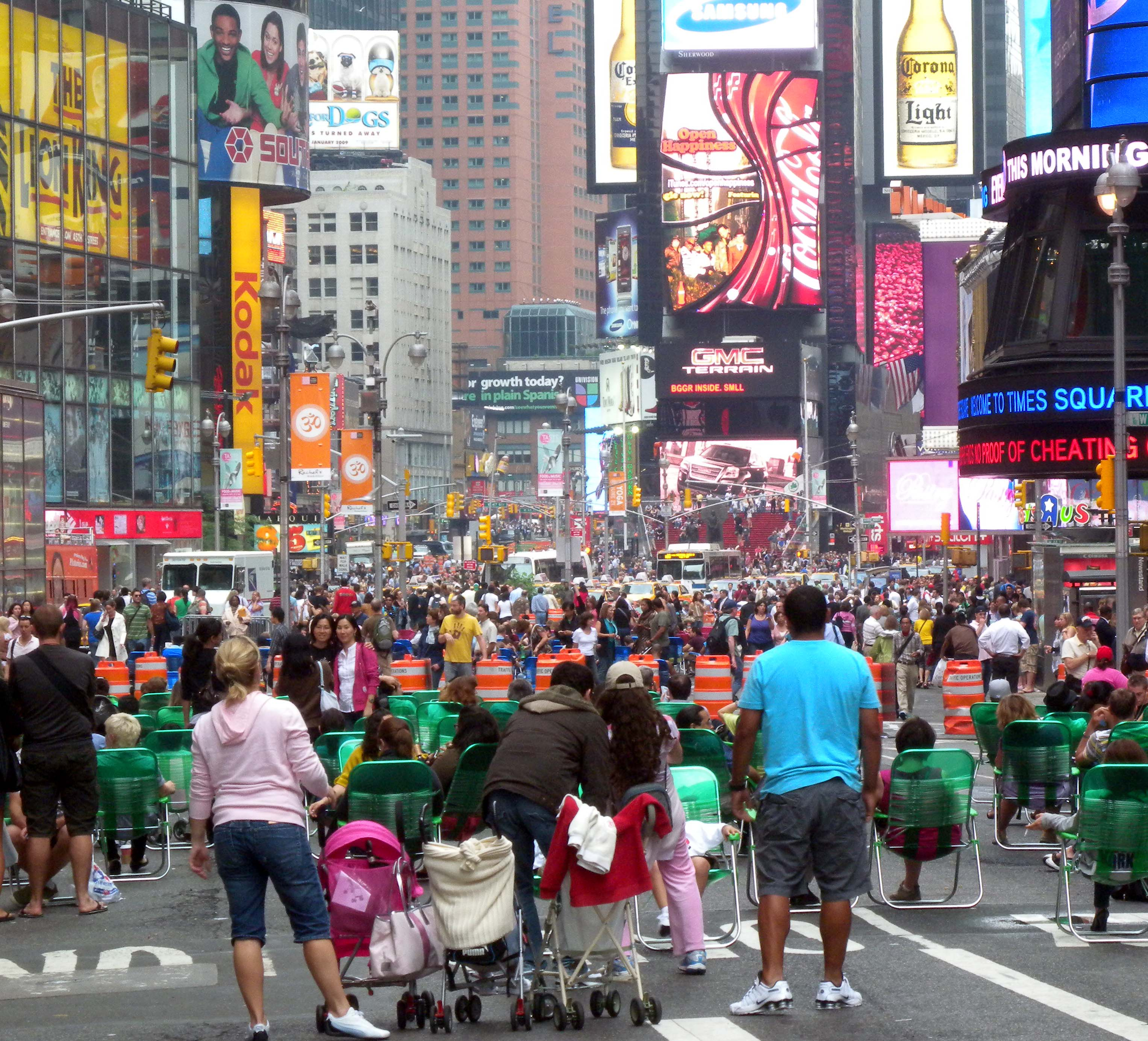
トラベル+レジャー誌によれば、2011年10月の調査で、ミッドタウンのタイムズスクエアは、世界で最も観光客の多い名所であり、毎年3,900万人もの人が訪れる。

- アトランティックリーグ（ALPB）
  - ブリッジポート・ブルーフィッシュ
  - ロングアイランド・ダックス
  - サマセット・パトリオッツ
- カナディアン・アメリカン・リーグ
  - ニュージャージー・ジャッカルズ
  - ニューアーク・ベアーズ
  - ロックランド・ボルダー
- NFL
  - ニューヨーク・ジャイアンツ
  - ニューヨーク・ジェッツ
- NHL
  - ニュージャージー・デビルス
  - ニューヨーク・アイランダース
  - ニューヨーク・レンジャース
- アメリカン・ホッケー・リーグ
  - ブリッジポート・サウンドタイガース
- ECHL
  - トレントン・デビルス
- メジャーリーグサッカー
  - ニューヨーク・レッドブルズ
- アリーナフットボール
  - ニューヨーク・ドラゴンズ
- メジャーリーグ・ラクロス
  - ロングアイランド・リザーズ
  - ニュージャージー・プライド
- ワールド・チームテニス
  - ニューヨーク・バズ
  - ニューヨーク・スポータイムズ

### メディア
ニューヨーク都市圏には、著名なメディアや出版社とその子会社が本拠地を置いている。代表的なものにトムソン・ロイター、ニューヨーク・タイムズ、AP通信、タイム・ワーナー、NBCユニバーサル、ハースト・コーポレーション、バイアコム、ニューズ・コープ、ウォール・ストリート・ジャーナル、FOXニュース、ABC、CBS及びNBCがある。ローカル・テレビ・チャンネルにはWCBS-TV 2（CBS）、WNBC 4（NBC）、WNYW 5（FOX）、WABC-TV 7（ABC）、WWOR-TV 9（マイネットワークTV）、WPIX 11（CW）、WNET 13（PBS）、WNYE-TV 25（NYCメディア）及びWPXN-TV 31（ロン）が含まれる。契約者のみ視聴できるNY1は、週7日24時間体制で放送を行っている、ローカル・ニュース局である。また、このエリアで使用できるラジオの放送局には、WNYC、WFMU、WABC-AM及びWFANが含まれる。多くのテレビとラジオ放送局は、地上波を送るため、エンパイア・ステート・ビルディングの頂上を利用している。いくつかのメディアは、タイムズスクエアにあるスタジオから放送している。

### テーマパーク

#### ニュージャージー州
| メインパーク                                 | 併設するパーク                                                                   | 場所       | オープン年 |
| -------------------------------------------- | -------------------------------------------------------------------------------- | ---------- | ---------- |
| シックスフラッグス・グレート・アドベンチャー | シックスフラッグス・ワイルド・サファリ、シックスフラッグス・ハリケーン・ハーバー | ジャクソン | 1974       |
| マウンテンクリーク・ウォーターパーク         | なし                                                                             | ヴァーノン | 1998       |

#### ニューヨーク州
- プレイランド（ウェストチェスター郡レイ）

## 市外局番

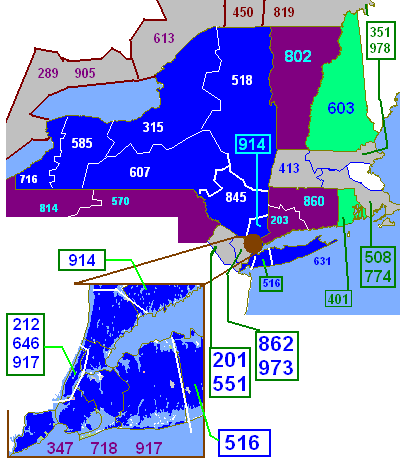

ニューヨーク都市圏では24の市外局番が使用される。
- 212: マンハッタンで使用される。この他に646と917も使用される。
- 718: ニューヨーク市の他の行政区で使用される。この他に347と917と929も使用される。
- 917: ニューヨーク市全域で使用される。
- 516: ナッソー郡で使用される。
- 631: サフォーク郡で使用される。
- 914: ウェストチェスター郡で使用される。
- 845: ニューヨーク州南部のハドソン・バレーの郡で使用される。
- 570: ペンシルバニア州北東部で使用される。
- 203: コネチカット州南西部で使用される。この他に475も使用される。
- 860: コネチカット州の宿泊施設で使用される。203又は475は使用されない。
- 201: ニュージャージー州北部のバーゲン郡のほとんど、エセックス郡、ハドソン郡及びパセーイク郡で使用される。この他に551も使用される。
- 973: ニュージャージー州北部のバーゲン郡、エセックス郡、ハドソン郡、モーリス郡、パセーイク郡、サセックス郡の一部、ユニオン郡の北部で使用される。セントラル・ジャージーのユニオン郡の南部では、862も使用される。
- 908: ニュージャージー州のサマーセット郡、ユニオン郡の共同体、ミドルセックス郡の北部、ハンタードン郡、ウォーレン郡及びモーリス郡とモンマス郡の携帯電話の一部で使用される。
- 732: セントラル・ジャージーにあるミドルセックス郡、サマーセット郡及びユニオン郡の南部とノース・ジャージーのユニオン郡北部、ジャージー・ショアのモンマス郡とオーシャン郡北部で使用される。848も使用される。
- 609: マーサー郡とミドルセックス郡、モンマス郡の一部で使用される。